# جبال ساحل الجزائر
جبال ساحل الجزائر هي سلسلة جبلية تقع في شمال الجزائر ضمن الأطلس التلي بين جبال الخشنة والتيطري وجبال الظهرة والأطلس المتيجي، وتضمها إداريا ولاية الجزائر وولاية تيبازة المطلتان على البحر الأبيض المتوسط ومتيجة.

## الوصف
«جبال ساحل الجزائر» جزء من الأطلس التلي وجبال الأطلس في شمال أفريقيا.
وهي سلسلة جبلية تقع في ولاية الجزائر وولاية تيبازة تحدها شرقا جبال الخشنة، وجنوبا جبال التيطري والأطلس المتيجي، وغربا جبال الظهرة.
وهي مجموعة من الهضبات والقمم الجبلية عرضها بعض الكيلومترات وطولها يصل إلى 50 كـم (31 ميل).
ويُعتبر جبل شنوة في ولاية تيبازة أعلى قمة جبلية في هذه السلسلة الجبلية بارتفاع يصل إلى 905 م (2,969 قدم).
كما يمثل جبل بوزريعة في ولاية الجزائر ثاني أعلى قمة جبلية في هذه السلسلة الجبلية بارتفاع يصل إلى 410 م (1,345 قدم).

## جيولوجيا
التكوين الجيولوجي لسلسلة «جبال ساحل الجزائر» المتكونة من تلال وجبال، أهمها جبل شنوة.

## القمم الجبلية
| رقم | ولاية الجزائر                   | ولاية تيبازة                 |
| --- | ------------------------------- | ---------------------------- |
| 01  | جبل بوزريعة (410 م (1,345 قدم)) | جبل شنوة (905 م (2,969 قدم)) |

## النشاط الزلزالي
قامت دراسات علم الزلازل المطبقة على «جبال ساحل الجزائر» بدراسة تلاقي الصفيحة الأفريقية والصفيحة الأوراسية على مستوى ولاية الجزائر وولاية تيبازة وما جاورهما من المناطق.
ذلك أن غلاف الأرض الصخري في متيجة ومنطقة القبائل يخضع لتحرك هاتين الصفيحتين التكتونيتين بمتوسط يتراوح بين 4 و5 مليمتر سنويا بما يؤدي إلى تشوهات تكتونية على طول الساحل المتوسطي الجزائري ونشوء احتمال زلزالي.
وقد تم تصنيف «جبال ساحل الجزائر» وما حولها ضمن «المنطقة الثانية» (بالفرنسية: Zone sismique II) في الجزائر وفق درجات الخطر الزلزالي متوسط الشدة.

## المناخ
المناخ السائد في «جبال ساحل الجزائر» هو مناخ البحر الأبيض المتوسط بارد ورطب شتاءا حار وجاف صيفا، وتتراوح كمية الأمطار المتساقطة سنويا بين 500 إلى 1300مم بداية من شهر أكتوبر إلى غاية شهر مارس وتعرف المناطق الساحلية بلطافة جوها وبمعدل حرارة سنوي يقدر بـ 18° على خط الشريط الساحلي و25° بالمناطق الداخلية لولاية الجزائر وولاية تيبازة.

### الإحصائيات المناخية الشهرية
| البيانات المناخية لـ"جبال ساحل الجزائر" | البيانات المناخية لـ"جبال ساحل الجزائر" | البيانات المناخية لـ"جبال ساحل الجزائر" | البيانات المناخية لـ"جبال ساحل الجزائر" | البيانات المناخية لـ"جبال ساحل الجزائر" | البيانات المناخية لـ"جبال ساحل الجزائر" | البيانات المناخية لـ"جبال ساحل الجزائر" | البيانات المناخية لـ"جبال ساحل الجزائر" | البيانات المناخية لـ"جبال ساحل الجزائر" | البيانات المناخية لـ"جبال ساحل الجزائر" | البيانات المناخية لـ"جبال ساحل الجزائر" | البيانات المناخية لـ"جبال ساحل الجزائر" | البيانات المناخية لـ"جبال ساحل الجزائر" | البيانات المناخية لـ"جبال ساحل الجزائر" |
| الشهر                                   | يناير                                   | فبراير                                  | مارس                                    | أبريل                                   | مايو                                    | يونيو                                   | يوليو                                   | أغسطس                                   | سبتمبر                                  | أكتوبر                                  | نوفمبر                                  | ديسمبر                                  | المعدل السنوي                           |
| --------------------------------------- | --------------------------------------- | --------------------------------------- | --------------------------------------- | --------------------------------------- | --------------------------------------- | --------------------------------------- | --------------------------------------- | --------------------------------------- | --------------------------------------- | --------------------------------------- | --------------------------------------- | --------------------------------------- | --------------------------------------- |
| متوسط درجة الحرارة الكبرى °ف            | 61.7                                    | 63.1                                    | 65.3                                    | 68.7                                    | 74.3                                    | 80.6                                    | 87.1                                    | 88.2                                    | 84.6                                    | 77.2                                    | 69.3                                    | 63.0                                    | 73.6                                    |
| المتوسط اليومي °ف                       | 52.3                                    | 53.4                                    | 55.0                                    | 58.5                                    | 63.9                                    | 70.3                                    | 76.3                                    | 77.4                                    | 73.8                                    | 66.9                                    | 59.4                                    | 53.8                                    | 63.4                                    |
| متوسط درجة الحرارة الصغرى °ف            | 42.6                                    | 43.5                                    | 44.6                                    | 48.2                                    | 53.6                                    | 60.1                                    | 65.3                                    | 66.4                                    | 62.8                                    | 56.7                                    | 49.3                                    | 44.6                                    | 53.1                                    |
| الهطول إنش                              | 3.15                                    | 3.22                                    | 2.89                                    | 2.41                                    | 1.57                                    | 0.66                                    | 0.18                                    | 0.29                                    | 1.35                                    | 2.99                                    | 3.80                                    | 4.54                                    | 27.05                                   |
| متوسط درجة الحرارة الكبرى °م            | 16.5                                    | 17.3                                    | 18.5                                    | 20.4                                    | 23.5                                    | 27.0                                    | 30.6                                    | 31.2                                    | 29.2                                    | 25.1                                    | 20.7                                    | 17.2                                    | 23.1                                    |
| المتوسط اليومي °م                       | 11.3                                    | 11.9                                    | 12.8                                    | 14.7                                    | 17.7                                    | 21.3                                    | 24.6                                    | 25.2                                    | 23.2                                    | 19.4                                    | 15.2                                    | 12.1                                    | 17.5                                    |
| متوسط درجة الحرارة الصغرى °م            | 5.9                                     | 6.4                                     | 7.0                                     | 9.0                                     | 12.0                                    | 15.6                                    | 18.5                                    | 19.1                                    | 17.1                                    | 13.7                                    | 9.6                                     | 7.0                                     | 11.7                                    |
| الهطول مم                               | 80.0                                    | 81.8                                    | 73.4                                    | 61.1                                    | 39.9                                    | 16.7                                    | 4.6                                     | 7.4                                     | 34.2                                    | 76.0                                    | 96.4                                    | 115.2                                   | 686.7                                   |
| متوسط الرطوبة النسبية (%)               | 80                                      | 84                                      | 76                                      | 67                                      | 60                                      | 63                                      | 63                                      | 65                                      | 64                                      | 65                                      | 66                                      | 74                                      | 69                                      |
| ساعات سطوع الشمس الشهرية                | 5.4                                     | 5.6                                     | 6.8                                     | 7.8                                     | 9.7                                     | 11.3                                    | 11.1                                    | 10.0                                    | 9.1                                     | 8.1                                     | 6.8                                     | 5.4                                     | 97.1                                    |
| المصدر: الأرصاد الجوية الجزائرية        |                                         |                                         |                                         |                                         |                                         |                                         |                                         |                                         |                                         |                                         |                                         |                                         |                                         |

### الخريطة المناخية السنوية

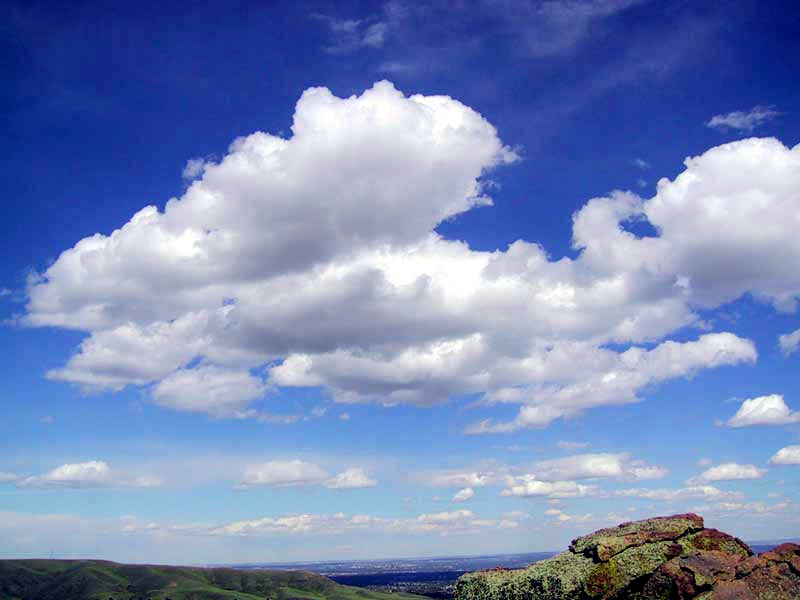
مناخ الجزائر

| مخطط المناخ لـ"جبال ساحل الجزائر"     | مخطط المناخ لـ"جبال ساحل الجزائر" | مخطط المناخ لـ"جبال ساحل الجزائر" | مخطط المناخ لـ"جبال ساحل الجزائر" | مخطط المناخ لـ"جبال ساحل الجزائر" | مخطط المناخ لـ"جبال ساحل الجزائر" | مخطط المناخ لـ"جبال ساحل الجزائر" | مخطط المناخ لـ"جبال ساحل الجزائر" | مخطط المناخ لـ"جبال ساحل الجزائر" | مخطط المناخ لـ"جبال ساحل الجزائر" | مخطط المناخ لـ"جبال ساحل الجزائر" | مخطط المناخ لـ"جبال ساحل الجزائر" |
| ------------------------------------- | --------------------------------- | --------------------------------- | --------------------------------- | --------------------------------- | --------------------------------- | --------------------------------- | --------------------------------- | --------------------------------- | --------------------------------- | --------------------------------- | --------------------------------- |
| 01                                    | 02                                | 03                                | 04                                | 05                                | 06                                | 07                                | 08                                | 09                                | 10                                | 11                                | 12                                |
| 80 17 6                               | 82 17 6                           | 73 19 7                           | 61 20 9                           | 40 24 12                          | 17 27 16                          | 4.6 31 19                         | 7.4 31 19                         | 34 29 17                          | 76 25 14                          | 96 21 10                          | 115 17 7                          |
| متوسط درجة-الحرارة °س مجاميع الهطل مم |                                   |                                   |                                   |                                   |                                   |                                   |                                   |                                   |                                   |                                   |                                   |
| بالوحدات الإنكليزية                   |                                   |                                   |                                   |                                   |                                   |                                   |                                   |                                   |                                   |                                   |                                   |
| 01                                    | 02                                | 03                                | 04                                | 05                                | 06                                | 07                                | 08                                | 09                                | 10                                | 11                                | 12                                |
| 3.1 62 43                             | 3.2 63 44                         | 2.9 65 45                         | 2.4 69 48                         | 1.6 74 54                         | 0.7 81 60                         | 0.2 87 65                         | 0.3 88 66                         | 1.3 85 63                         | 3 77 57                           | 3.8 69 49                         | 4.5 63 45                         |
| متوسط درجة-الحرارة °ف مجاميع الهطول ″ |                                   |                                   |                                   |                                   |                                   |                                   |                                   |                                   |                                   |                                   |                                   |

| 01                                    | 02        | 03        | 04        | 05        | 06        | 07        | 08        | 09        | 10      | 11        | 12        |
| 3.1 62 43                             | 3.2 63 44 | 2.9 65 45 | 2.4 69 48 | 1.6 74 54 | 0.7 81 60 | 0.2 87 65 | 0.3 88 66 | 1.3 85 63 | 3 77 57 | 3.8 69 49 | 4.5 63 45 |
| متوسط درجة-الحرارة °ف مجاميع الهطول ″ |           |           |           |           |           |           |           |           |         |           |           |

## الطرق الوطنية

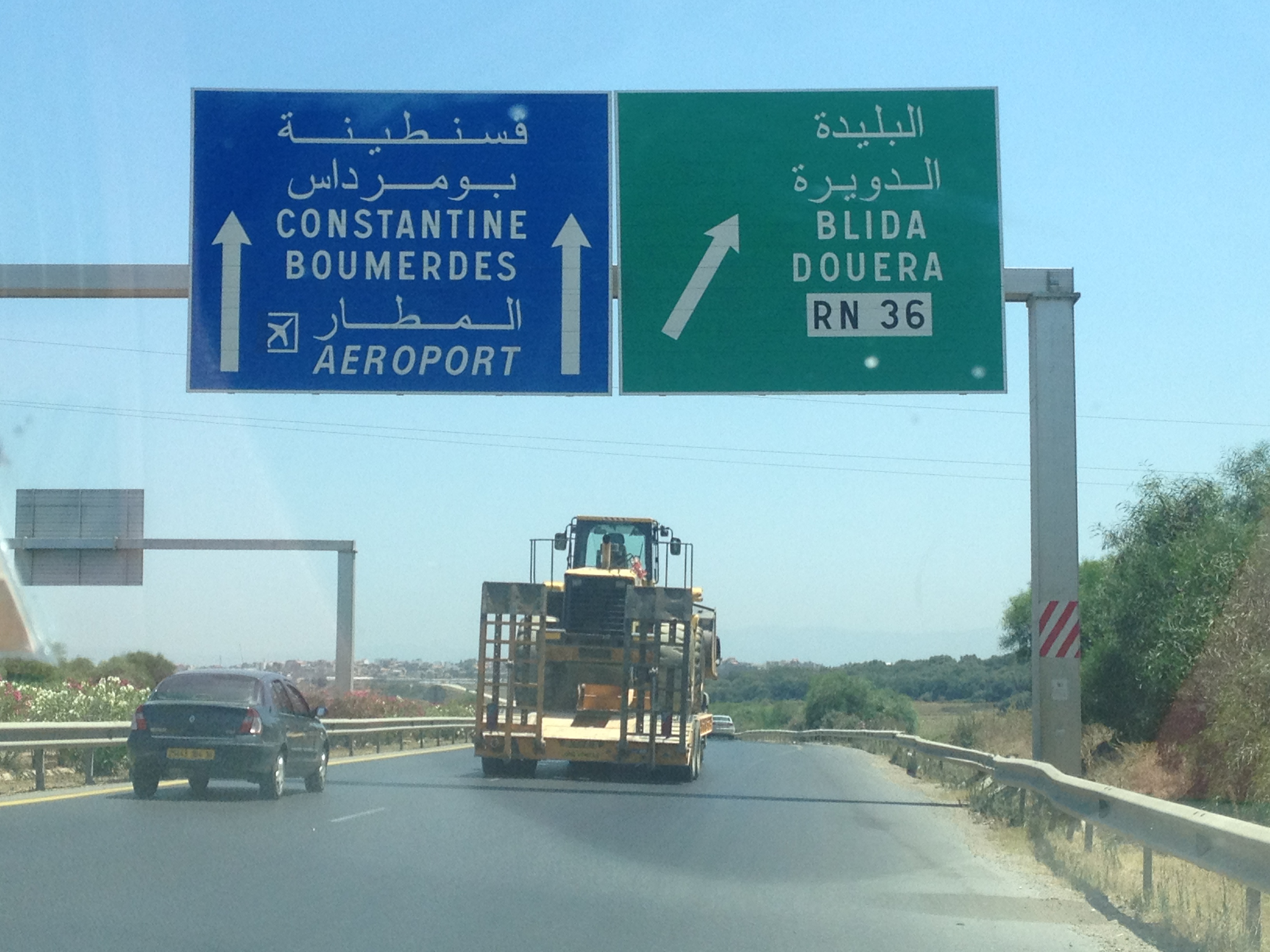
الطريق الوطني رقم 36

تَعبر وتُحيط بمرتفعات «جبال ساحل الجزائر» العديد من الطرق الوطنية في متيجة ومنطقة القبائل.
| رقم | ولاية الجزائر         | ولاية تيبازة         |
| --- | --------------------- | -------------------- |
| 01  | طريق وطني 1 (الجزائر) | الطريق الوطني رقم 11 |
| 02  | الطريق الوطني رقم 5   | الطريق الوطني رقم 42 |
| 03  | الطريق الوطني رقم 8   | الطريق الوطني رقم 65 |
| 04  | الطريق الوطني رقم 11  | الطريق الوطني رقم 66 |
| 05  | الطريق الوطني رقم 24  | الطريق الوطني رقم 67 |
| 06  | الطريق الوطني رقم 36  |                      |
| 07  | الطريق الوطني رقم 38  |                      |
| 08  | الطريق الوطني رقم 41  |                      |
| 09  | الطريق الوطني رقم 63  |                      |
| 10  | الطريق السيار شرق-غرب |                      |

## الوديان

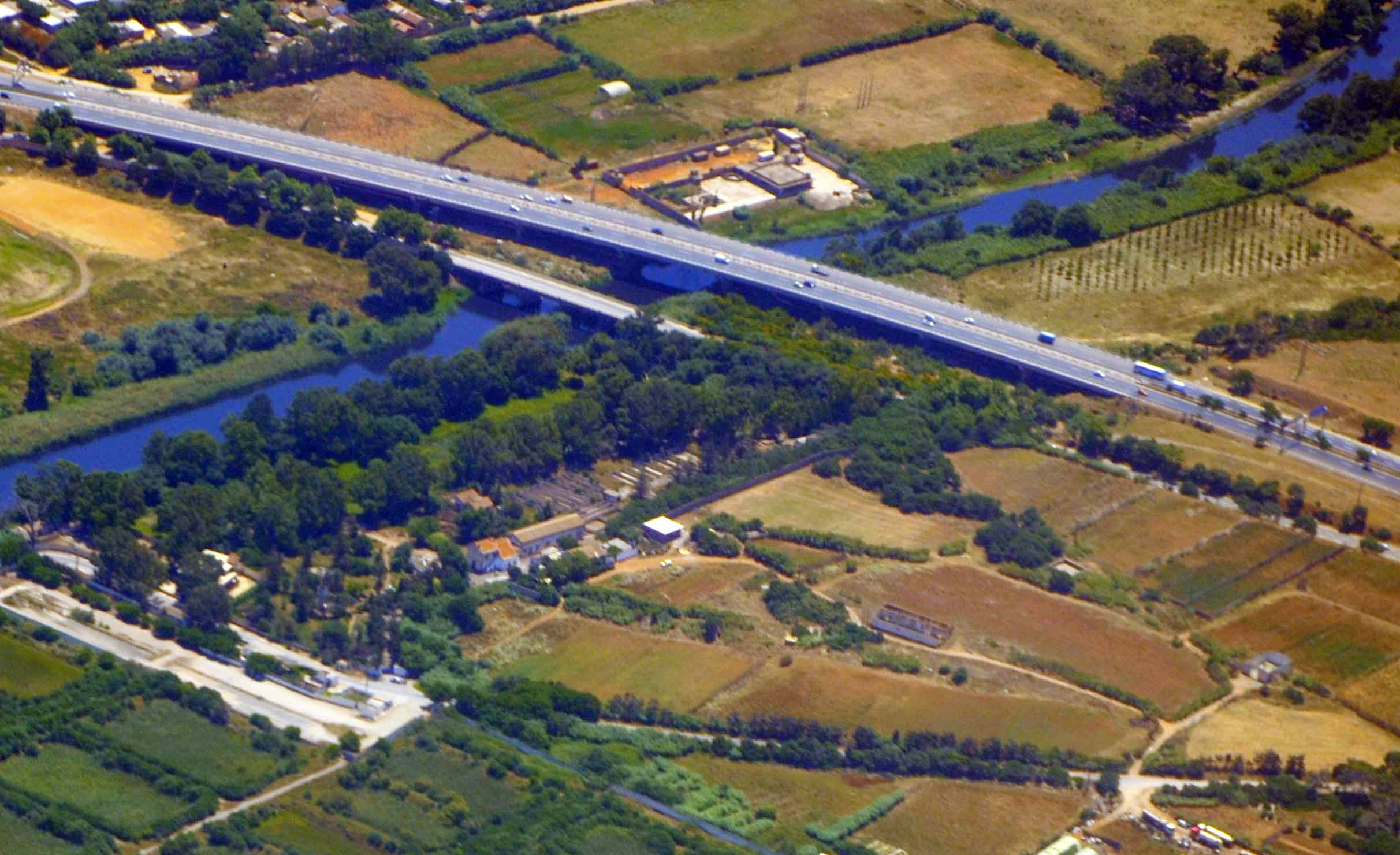
وادي مزفران

تنبع في «جبال ساحل الجزائر» وتسري حولها العديد من الوديان منها:
- وادي الحراش
- وادي مزفران
- وادي الناظور

## السدود
| رقم | ولاية الجزائر                | ولاية تيبازة                     |
| --- | ---------------------------- | -------------------------------- |
| 01  | سد دويرة (87 مليون متر مكعب) | سد بوكوردان (105 مليون متر مكعب) |

## الغابات
| رقم | ولاية الجزائر | ولاية تيبازة |
| --- | ------------- | ------------ |
| 01  | غابة باينام   | غابة الناظور |

## التنوع البيئي

### الأشجار
تحيط أنواع عديدة من الأشجار بـ«جبال ساحل الجزائر» ضمن أحراج غابة باينام وغابة الناظور والغابات الأخرى.

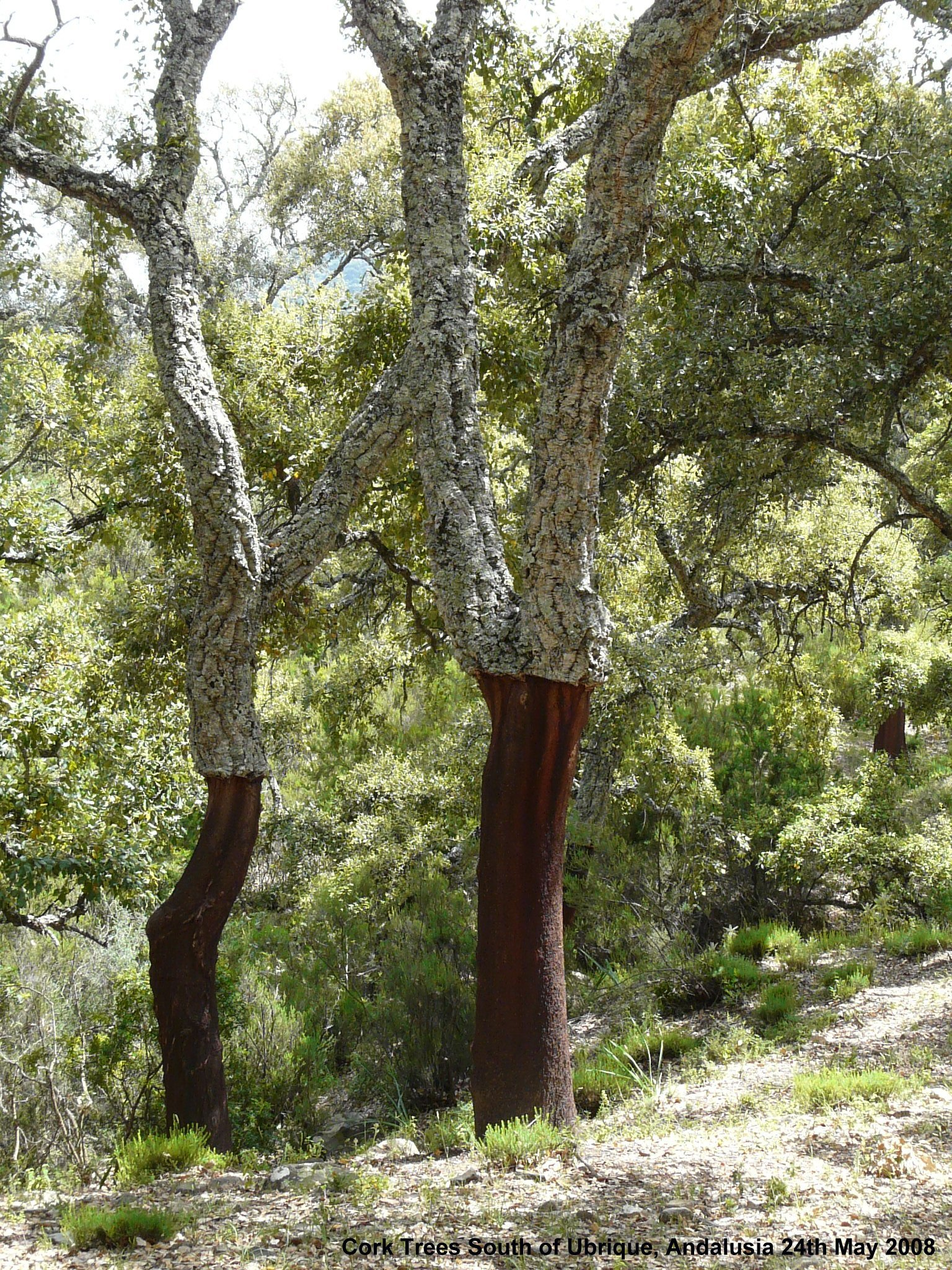
بلوط الفلين
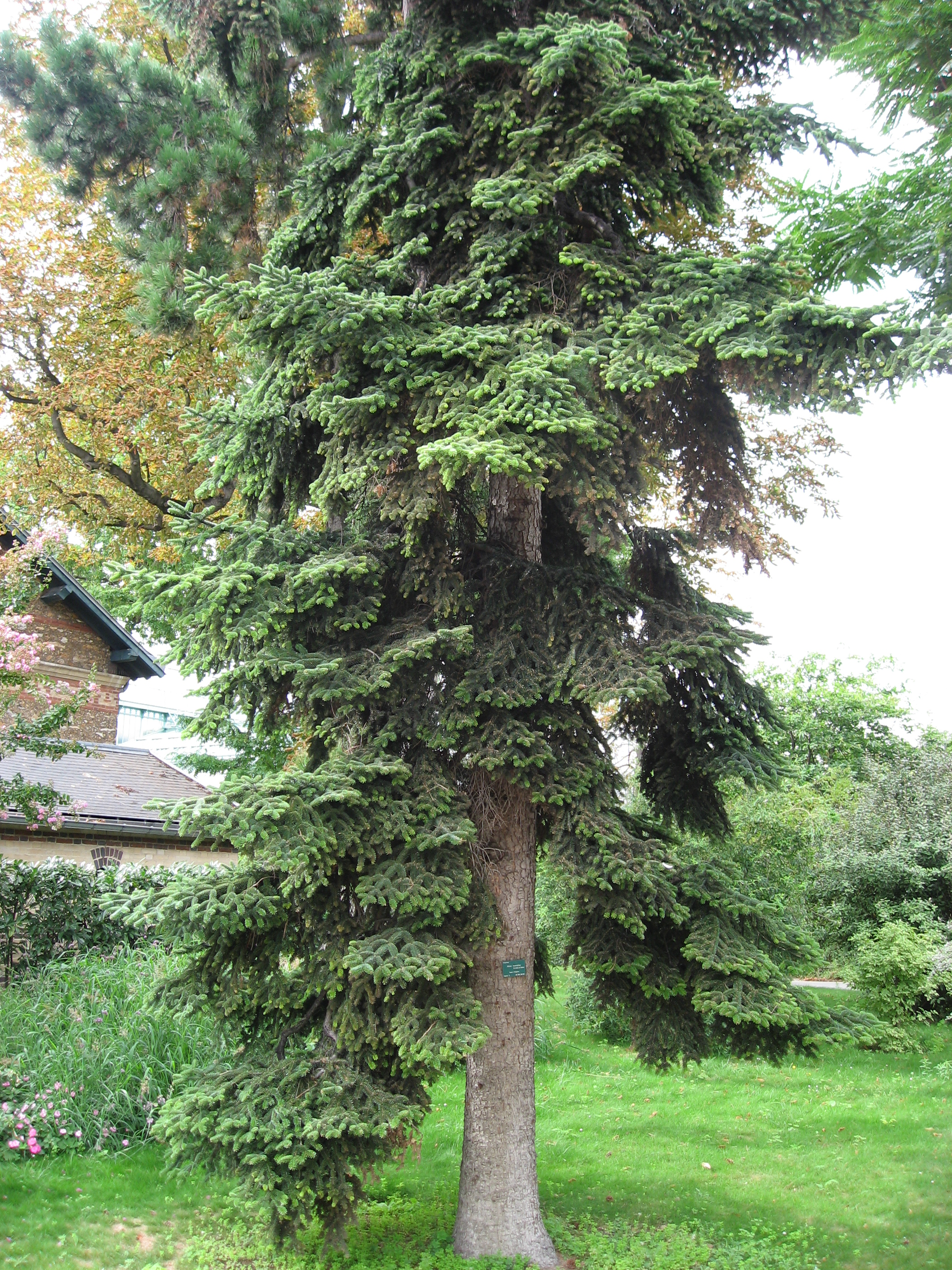
شوح نوميدي
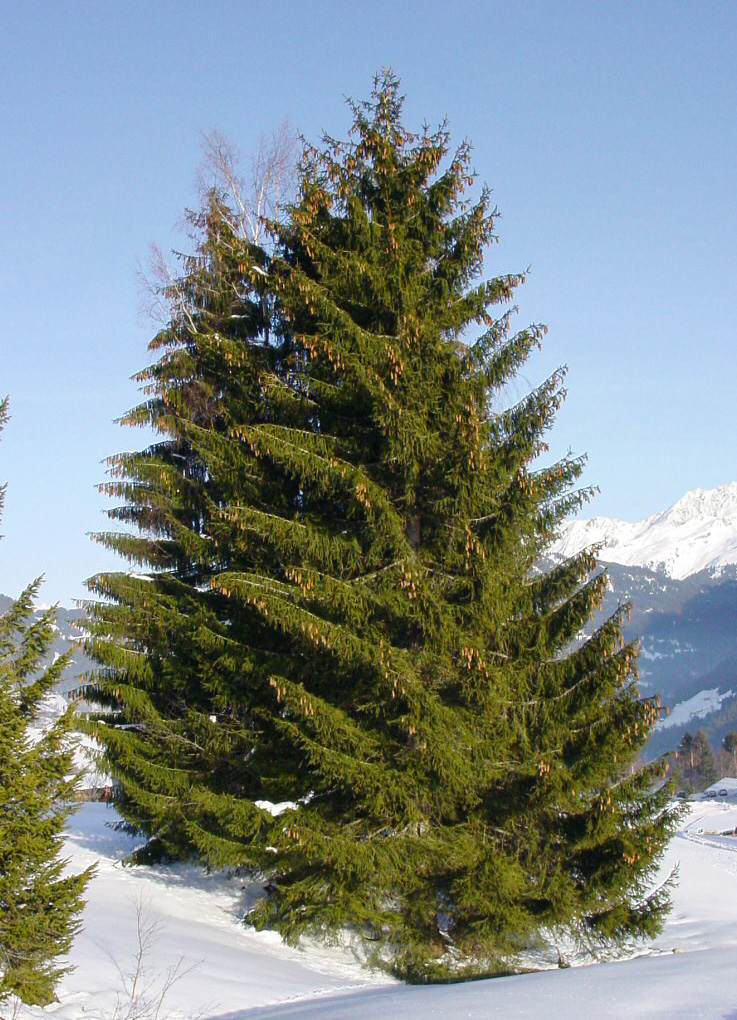
التنوب النوميدي
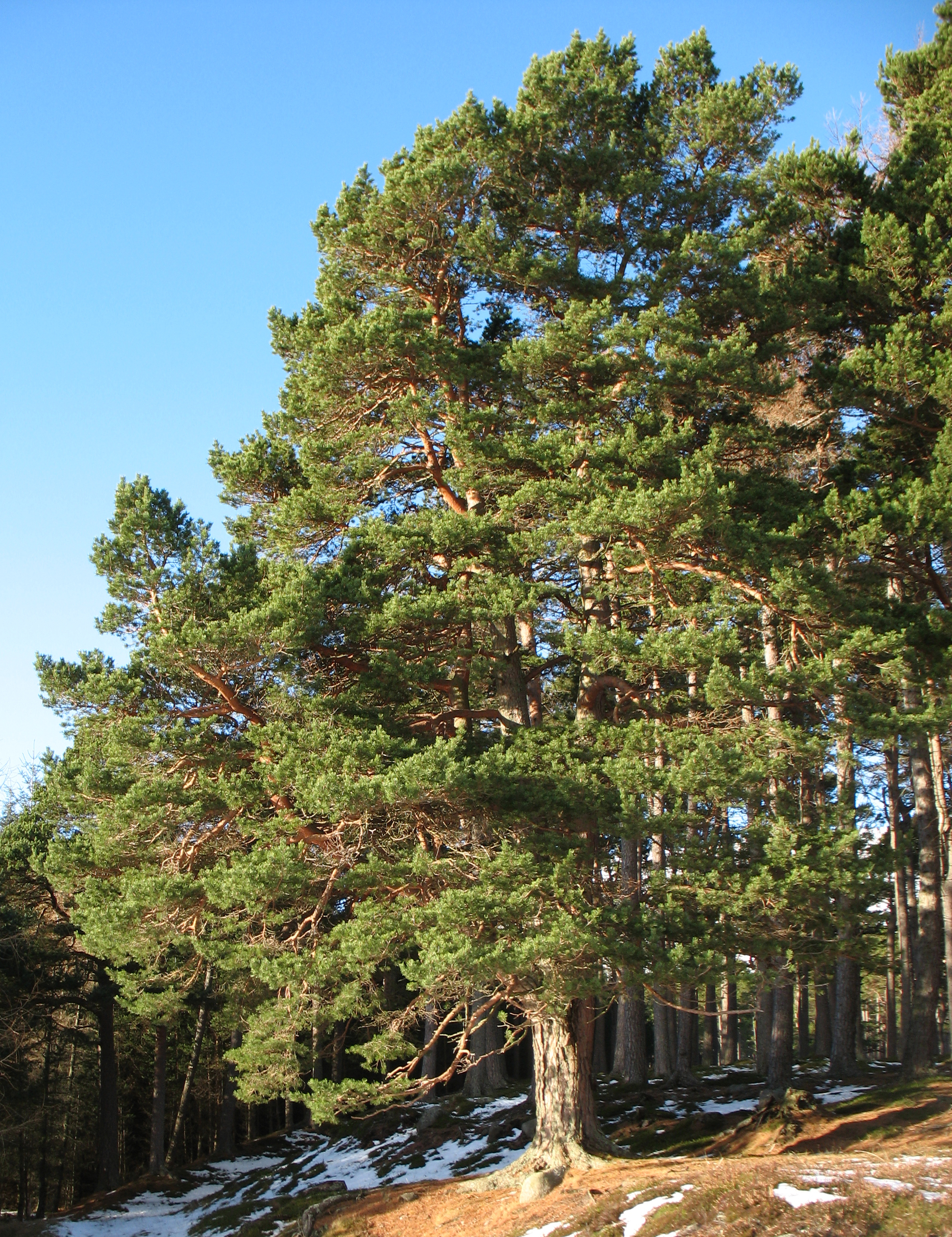
صنوبر بري
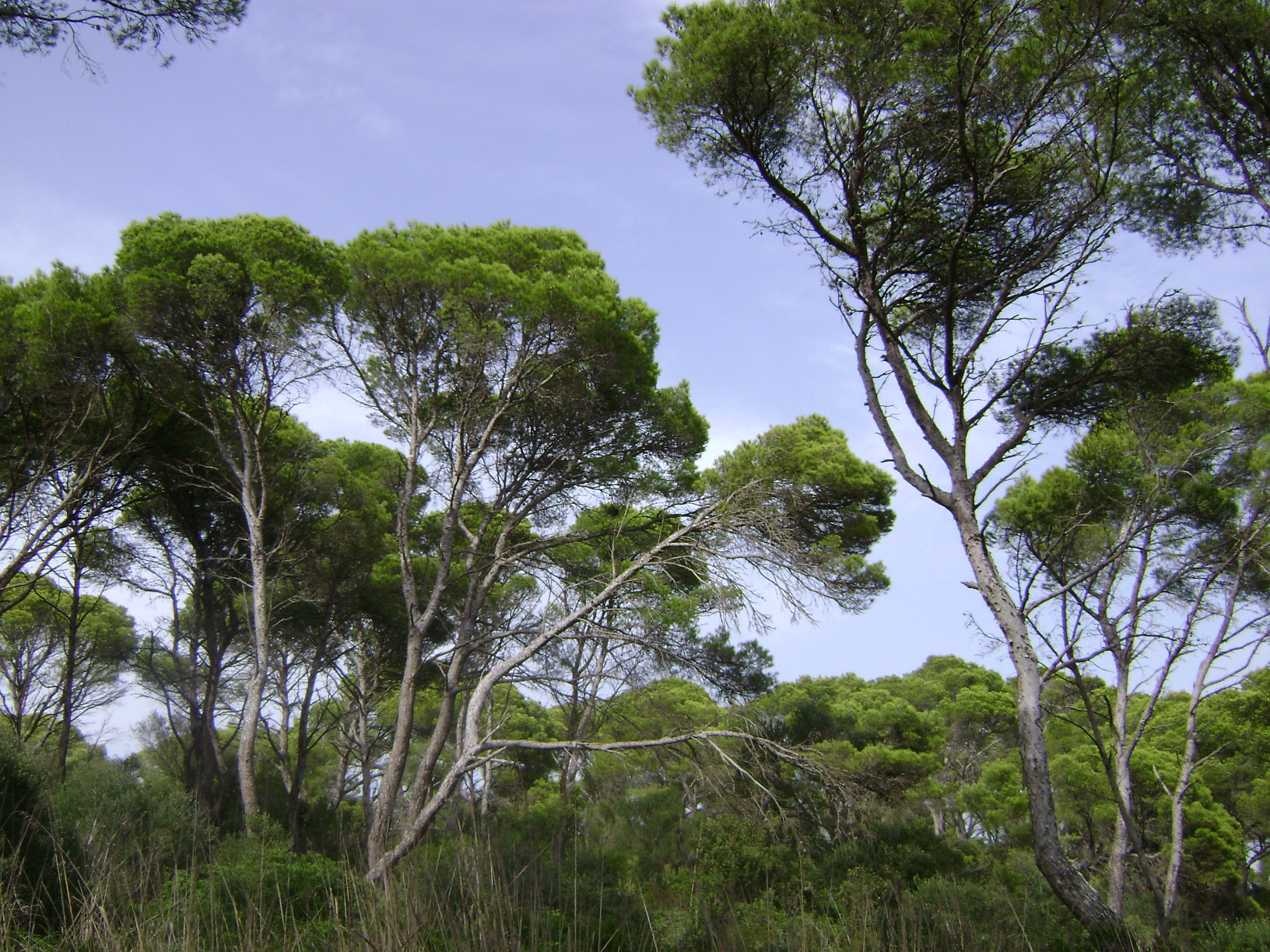
صنوبر حلبي
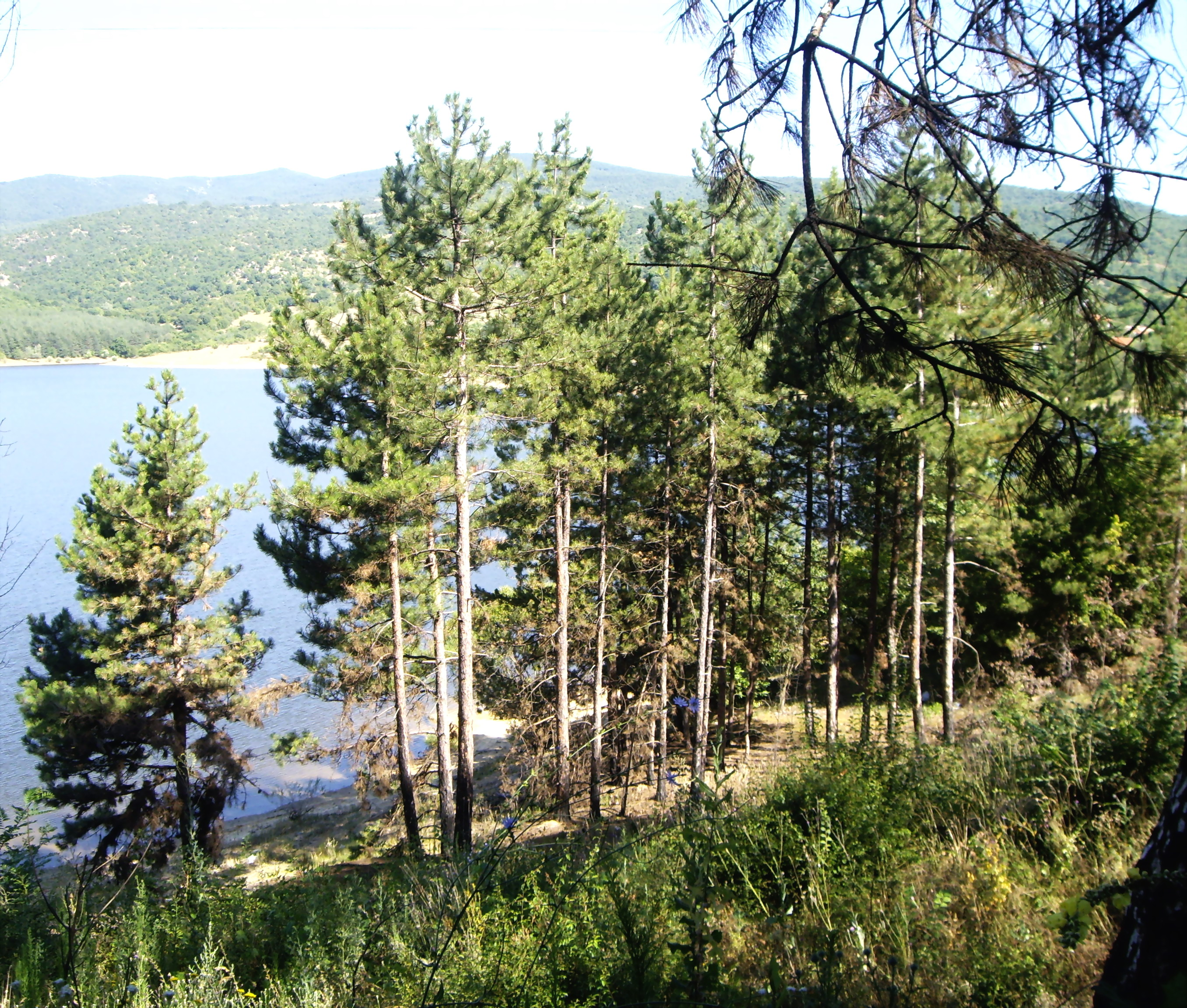
صنوبر أسود
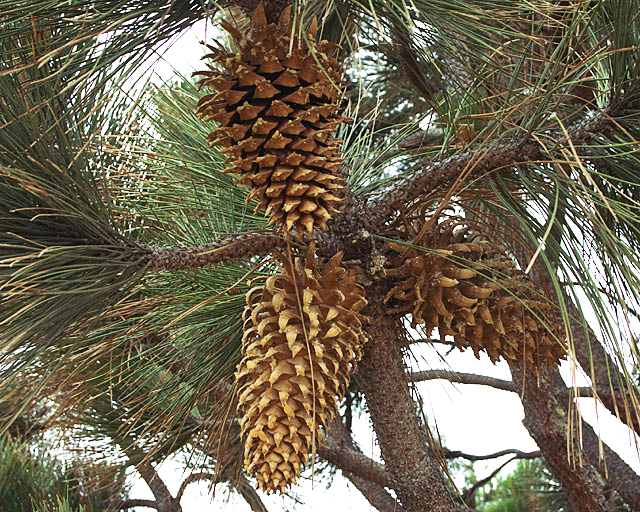
صنوبر كولتري
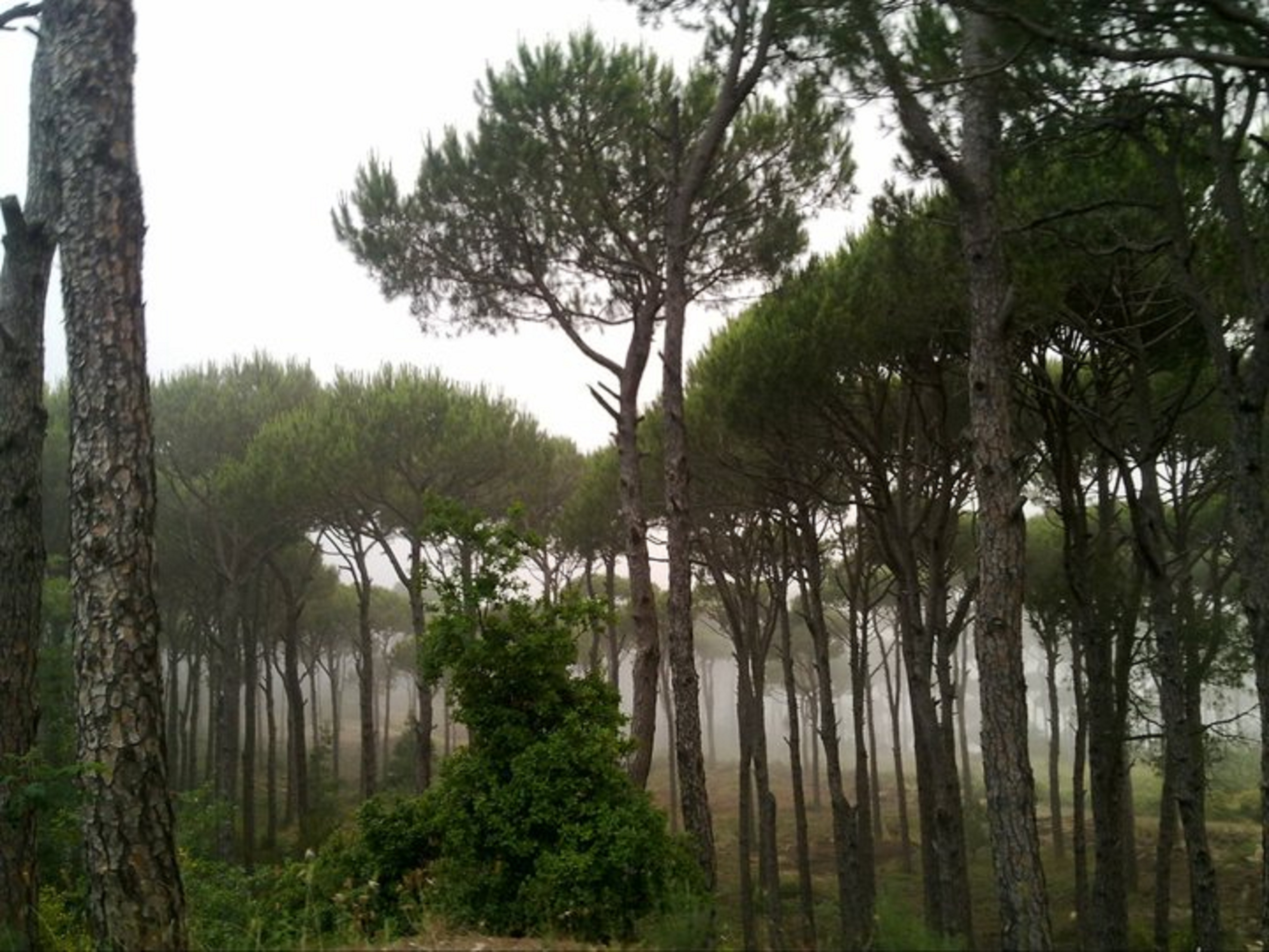
صنوبر ثمري
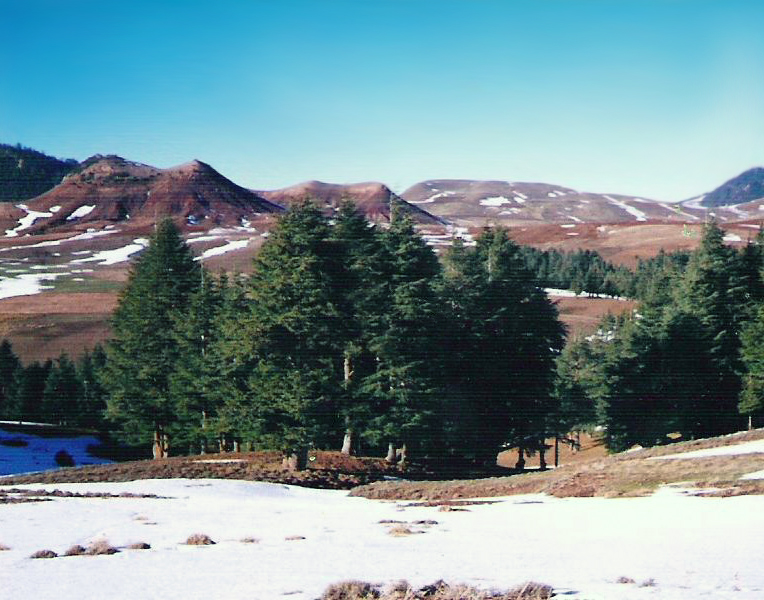
أرز أطلسي
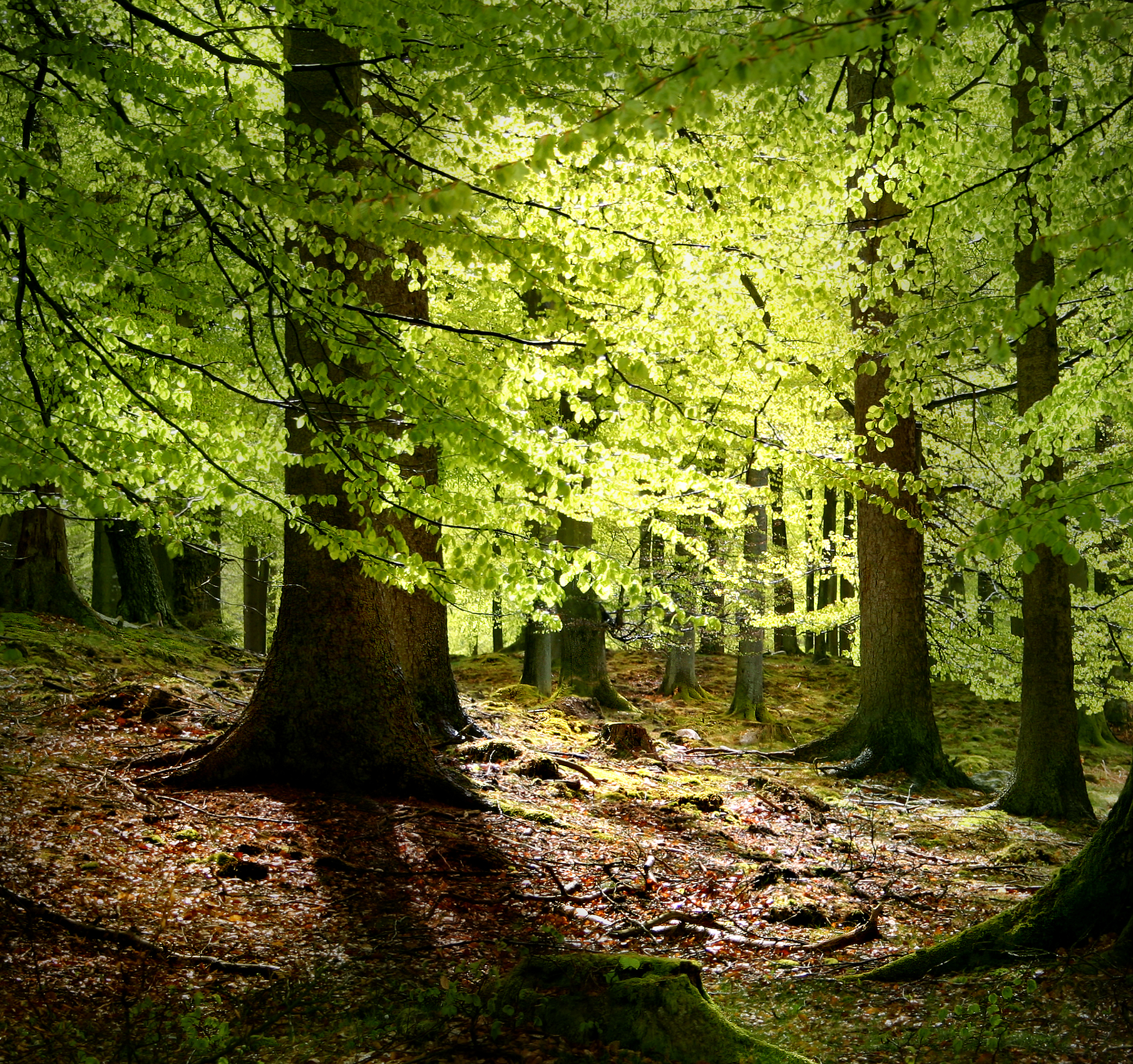
زان أوروبي

### الحيوانات
تعيش العديد من أنواع الثدييات في «جبال ساحل الجزائر» ضمن أحراج غابة باينام وغابة الناظور والغابات الأخرى.

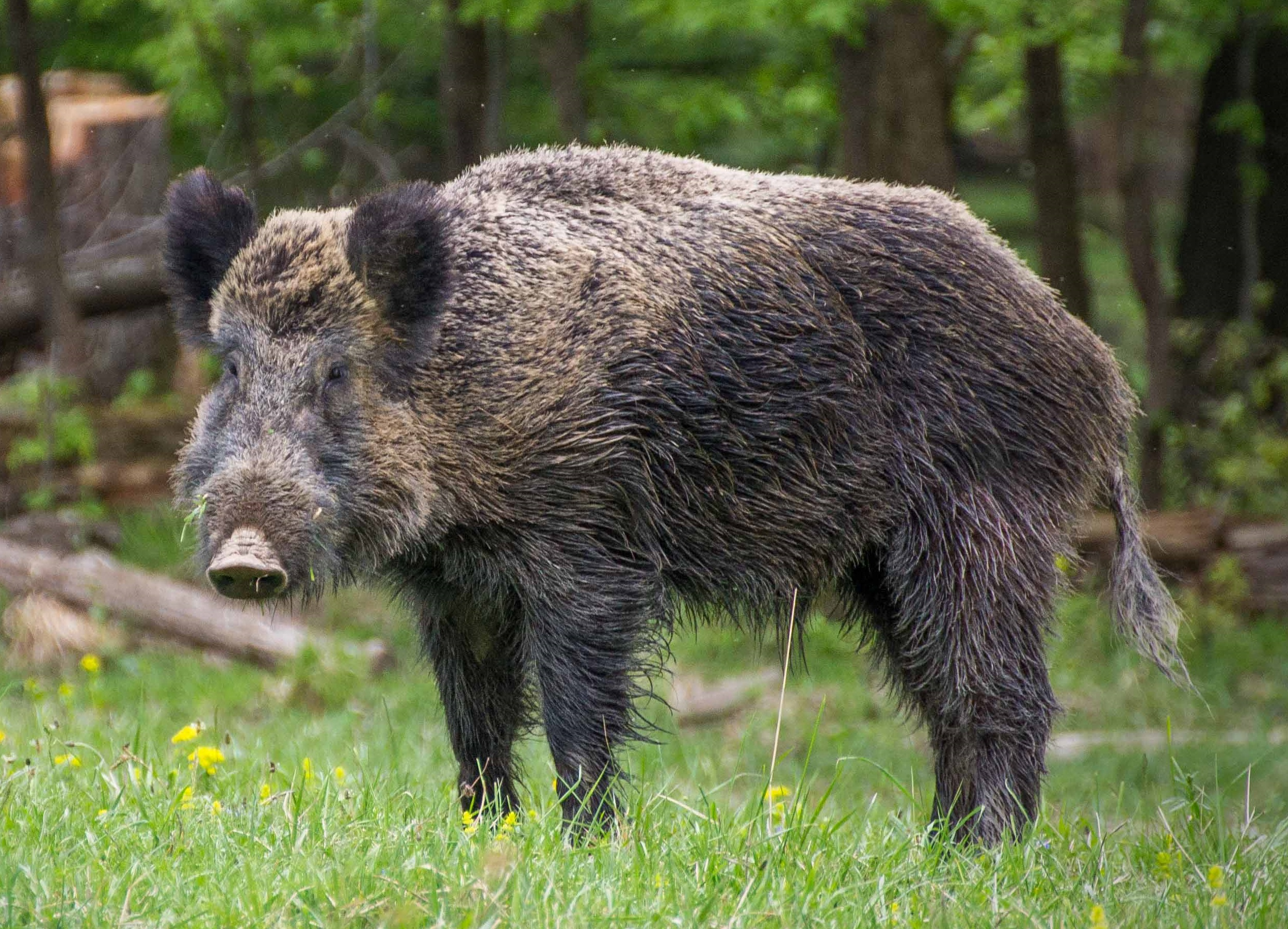
خنزير بري
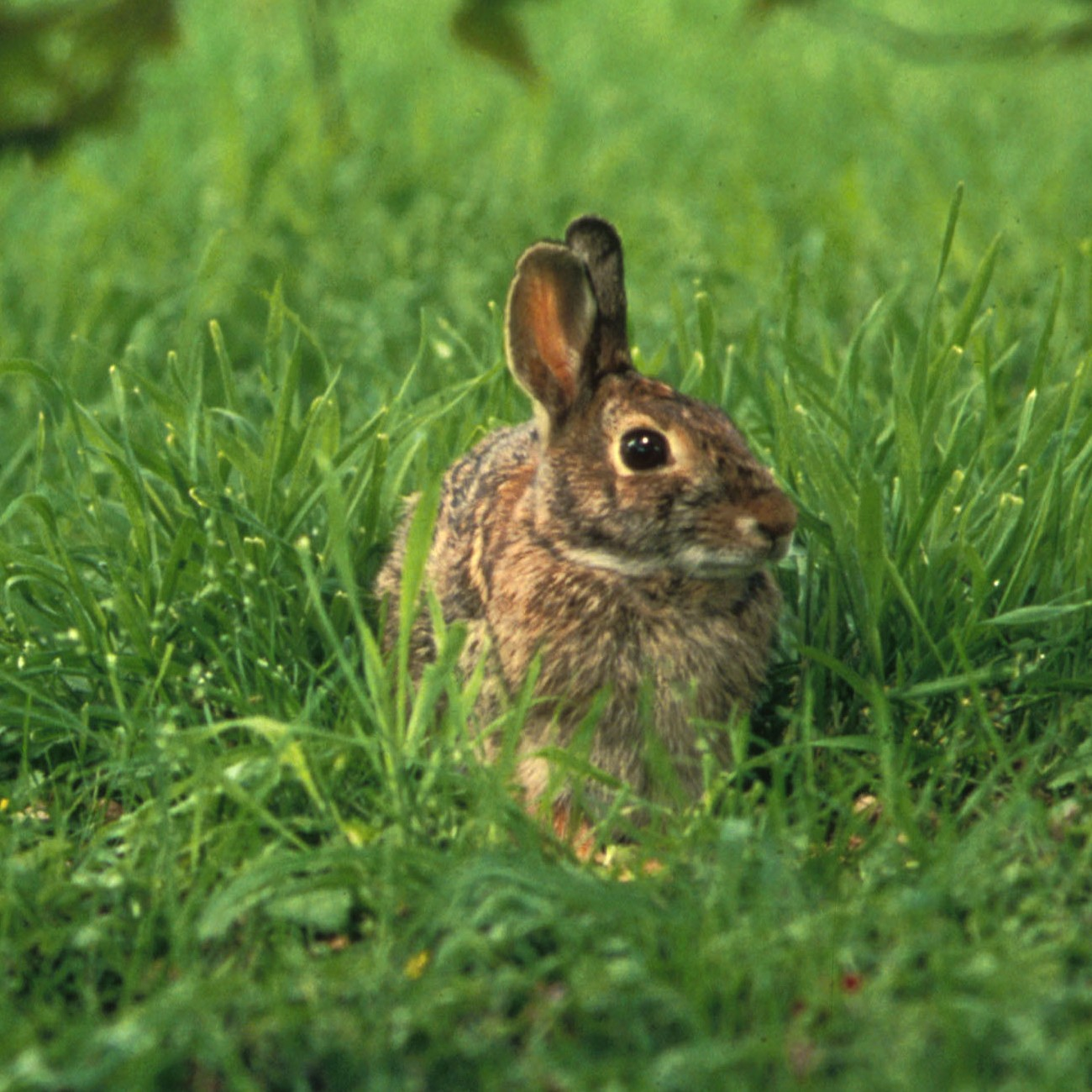
أرنب
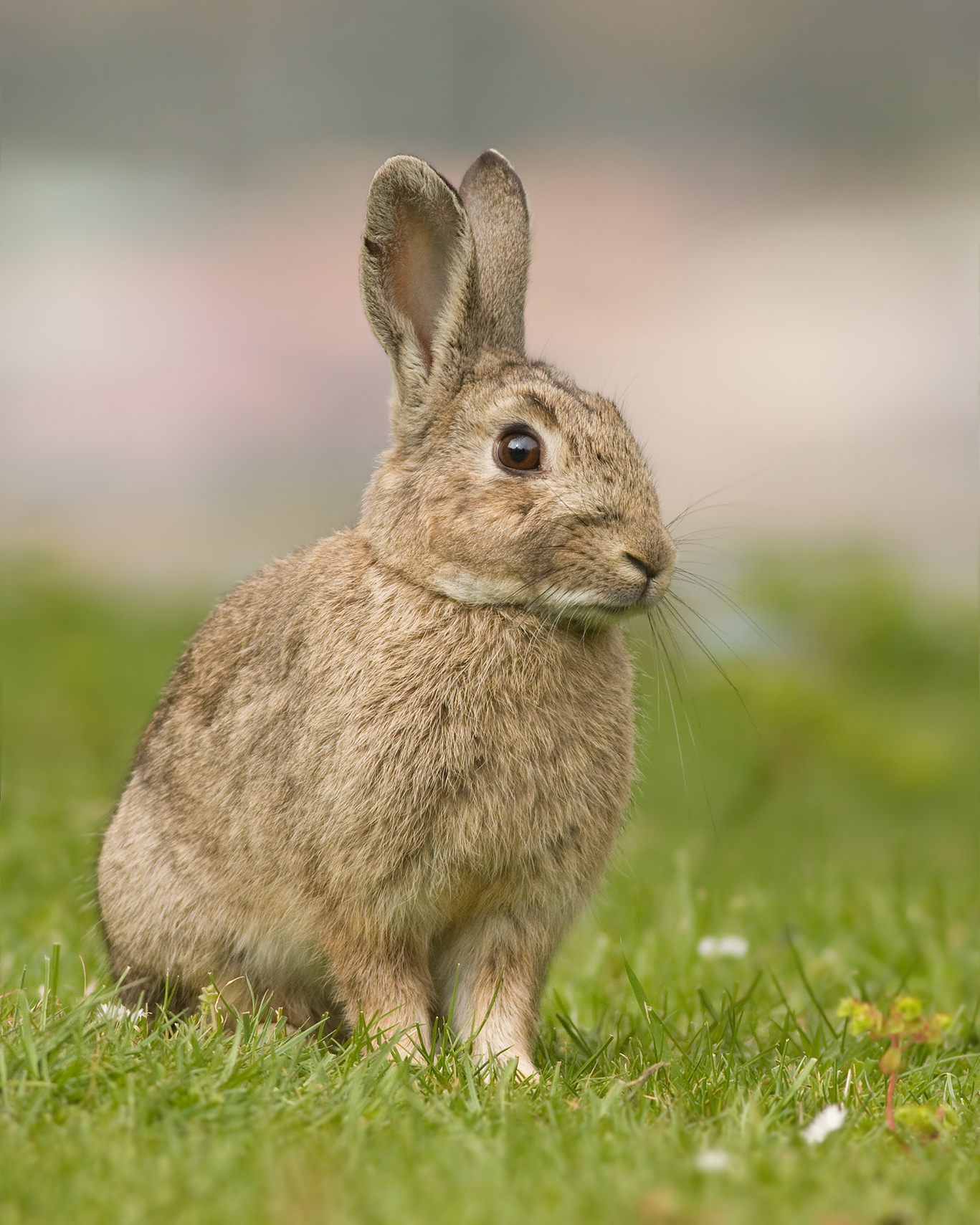
أرنب أوروبي
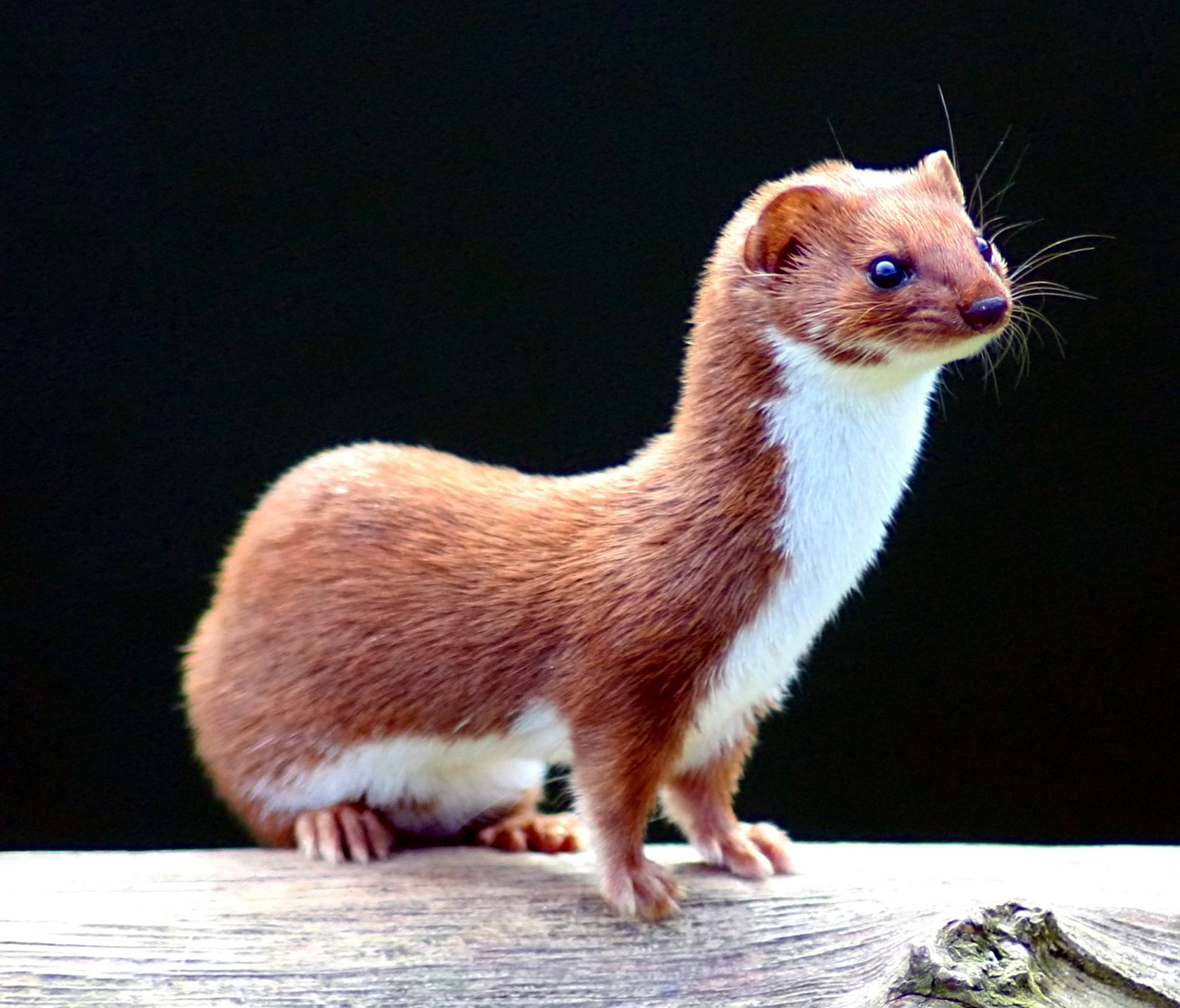
ابن عرس صغير
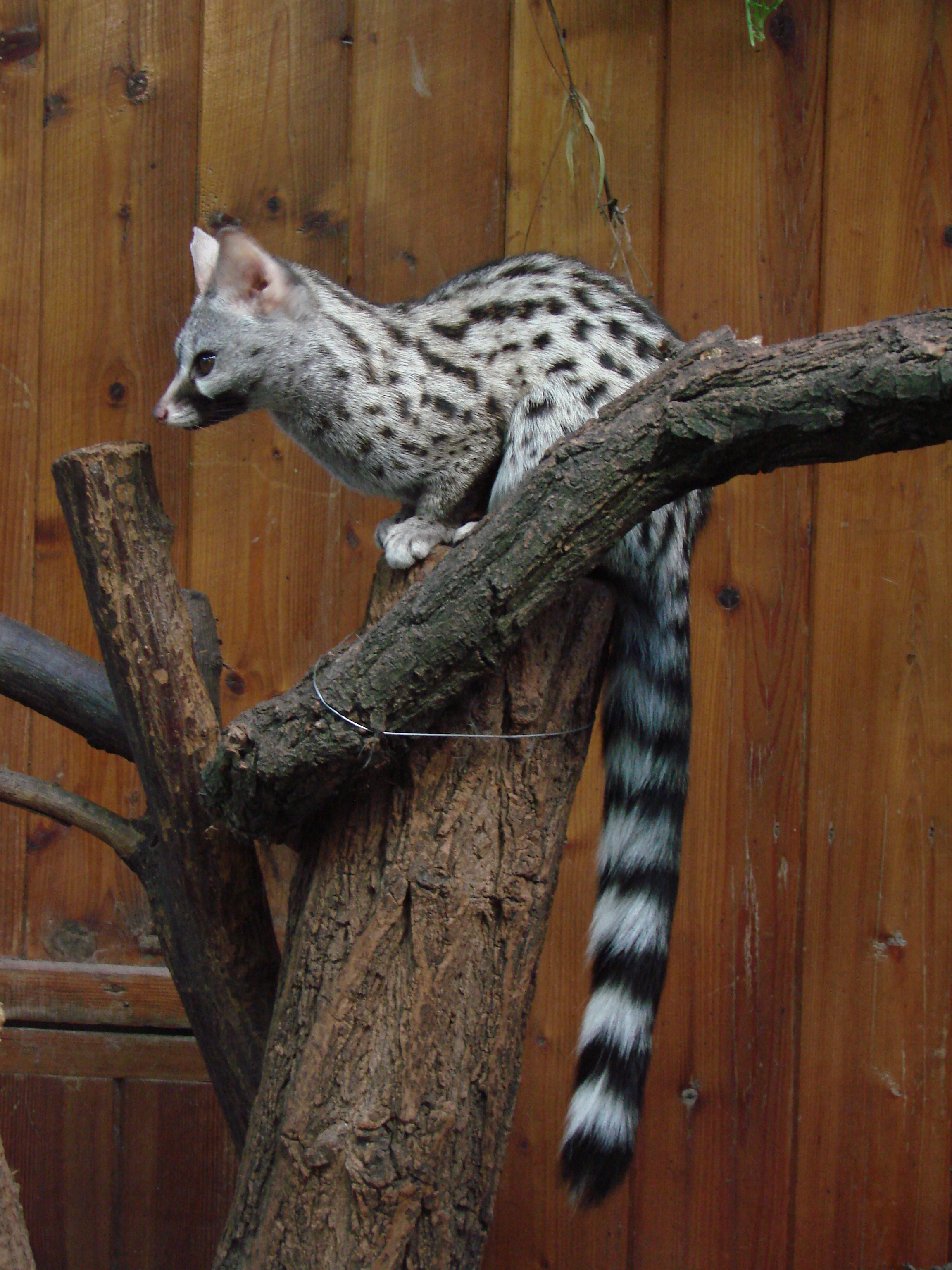
زردي
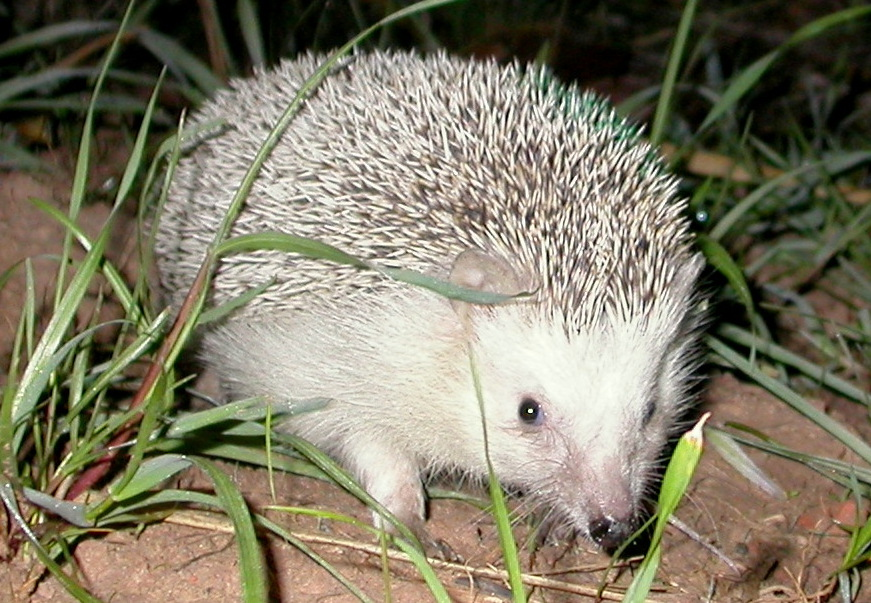
قنفذ شمال أفريقيا
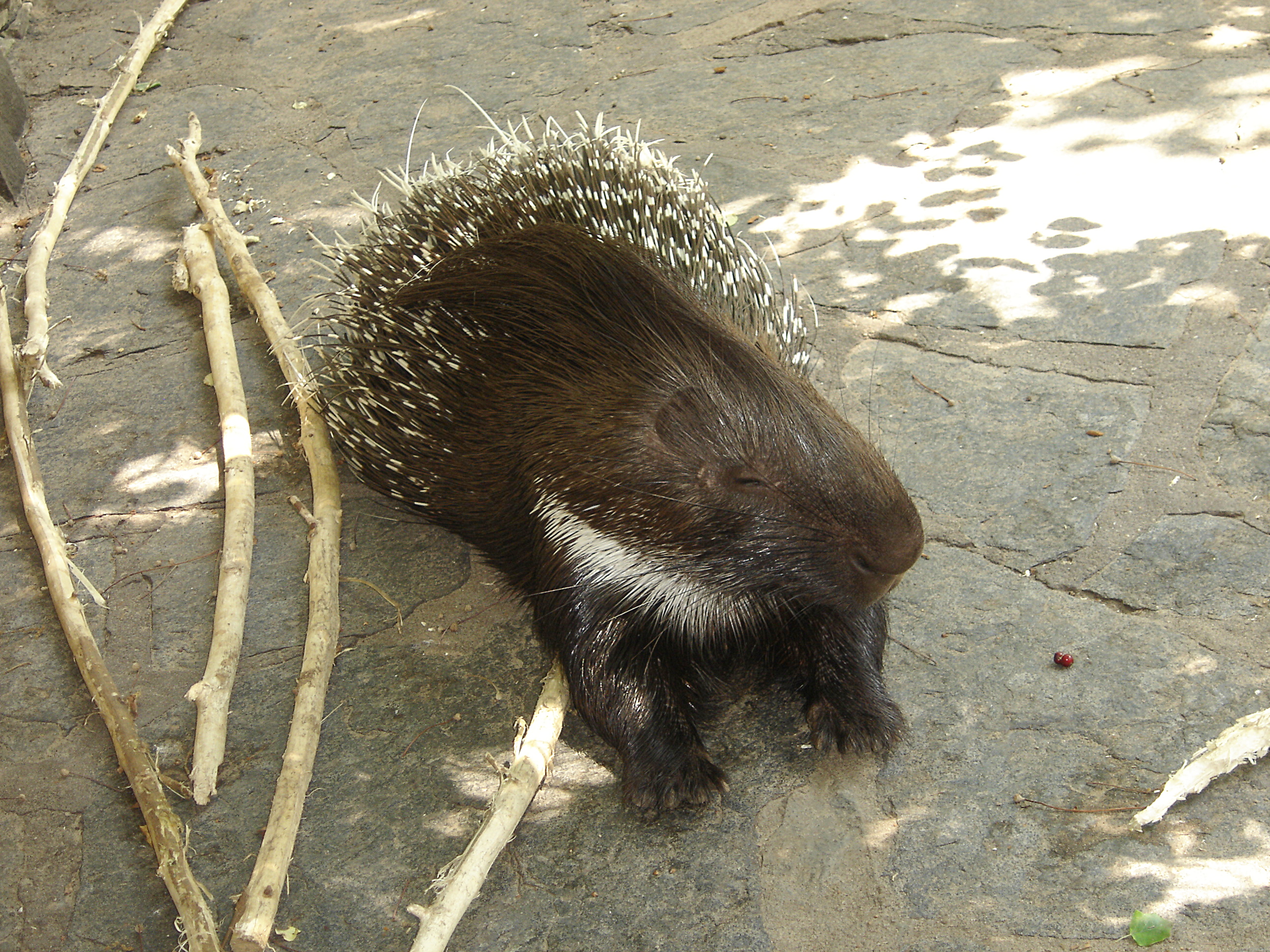
نيص
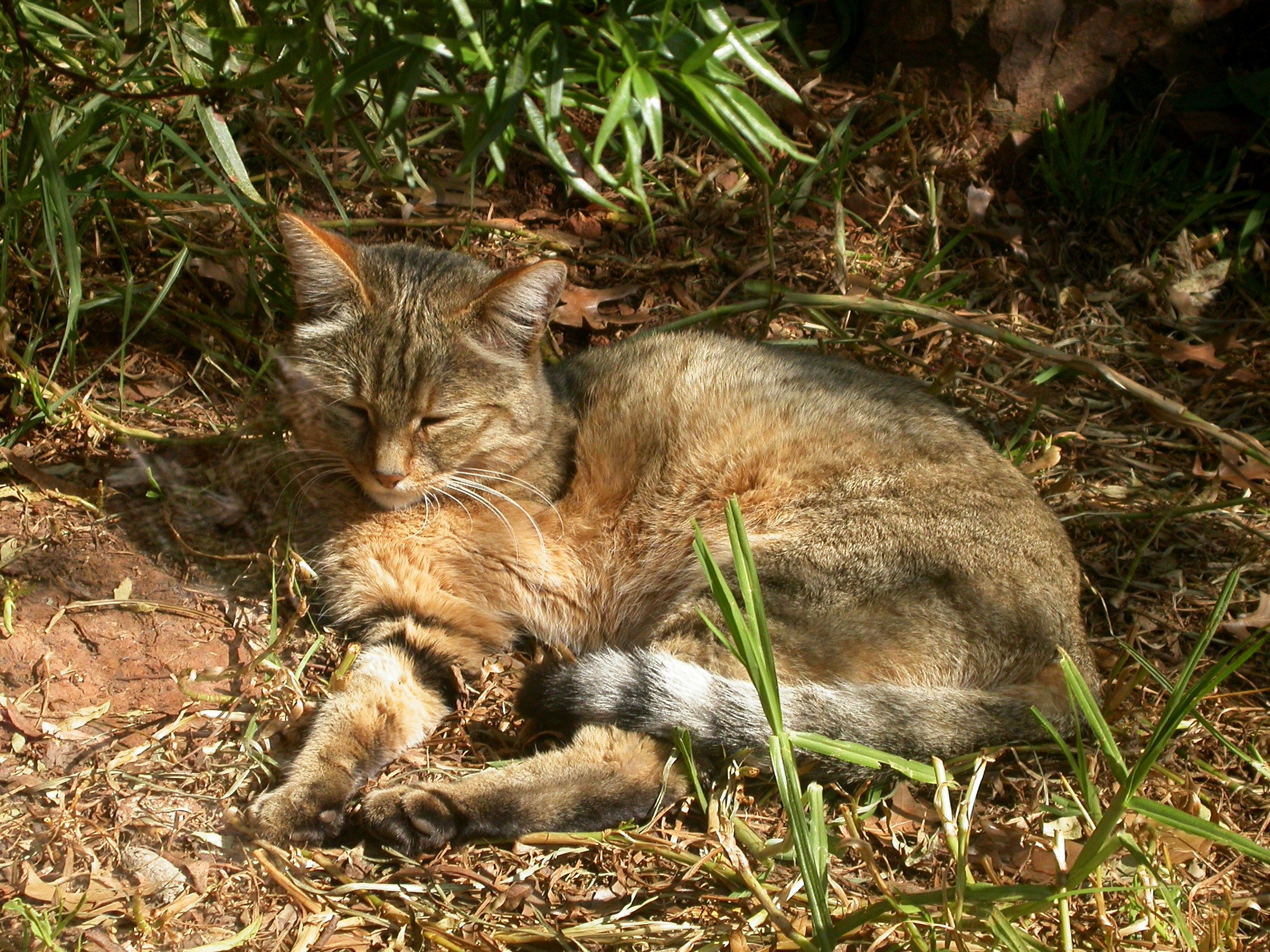
قط بري
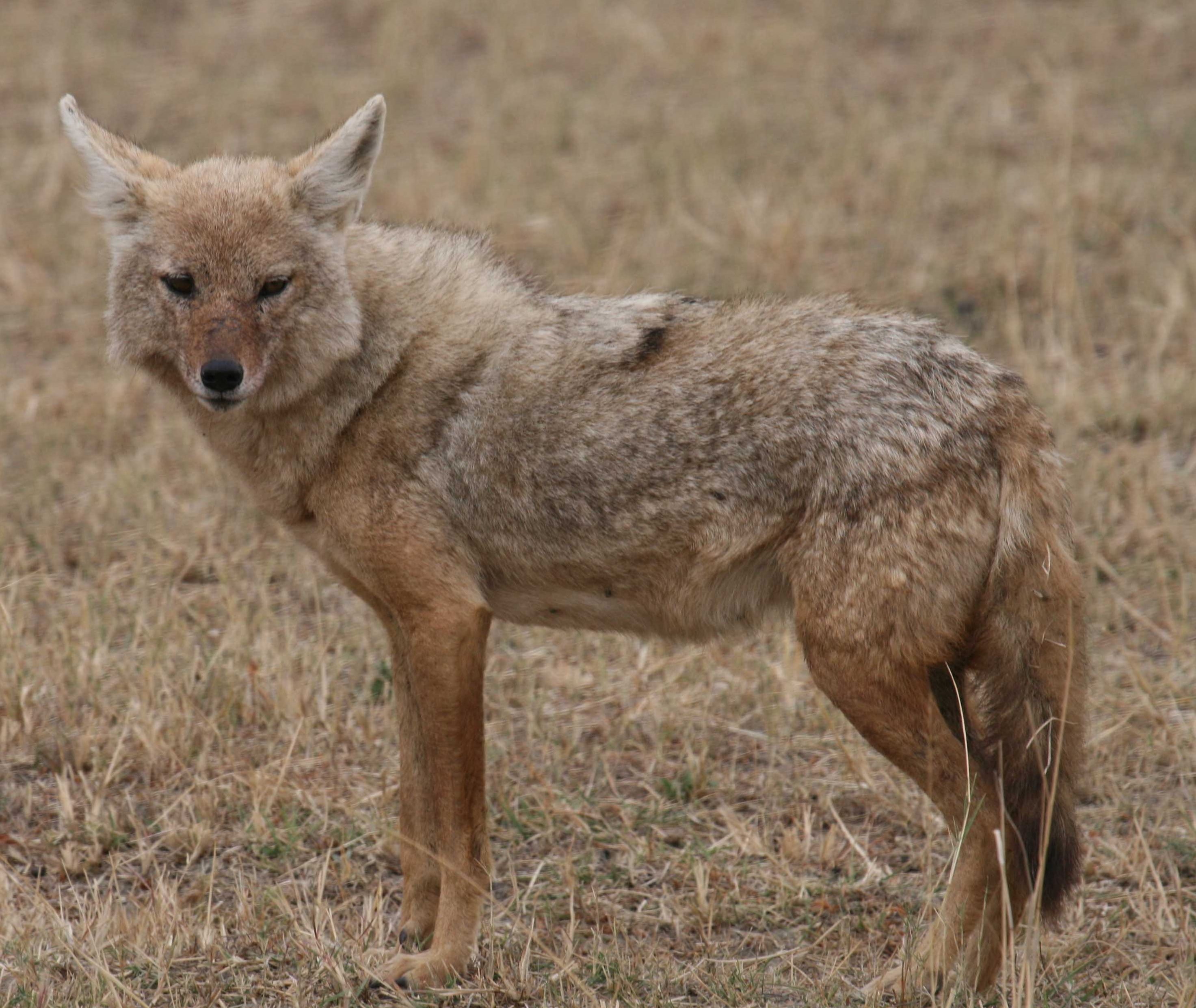
ابن آوى الذهبي
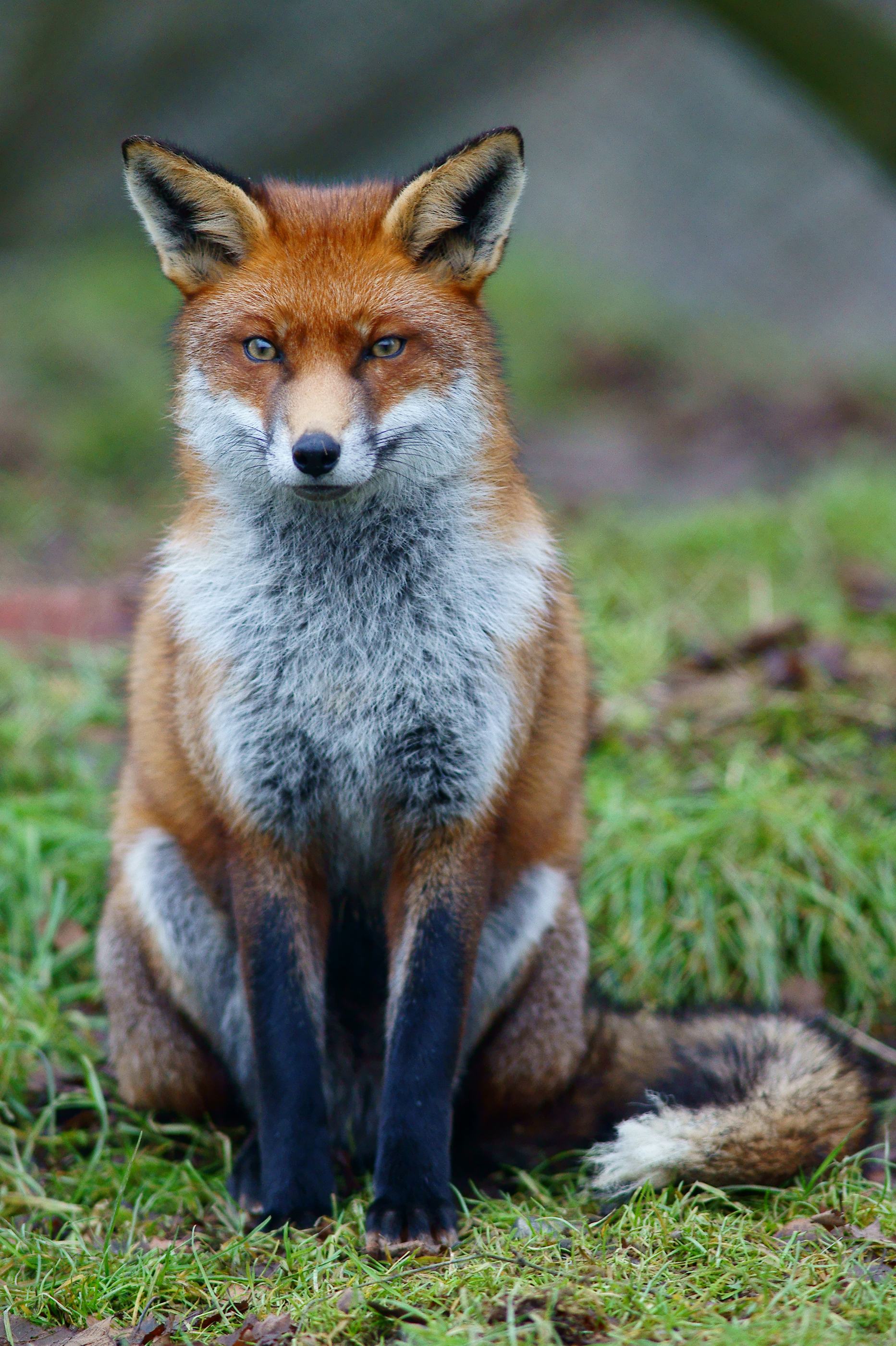
ثعلب أحمر
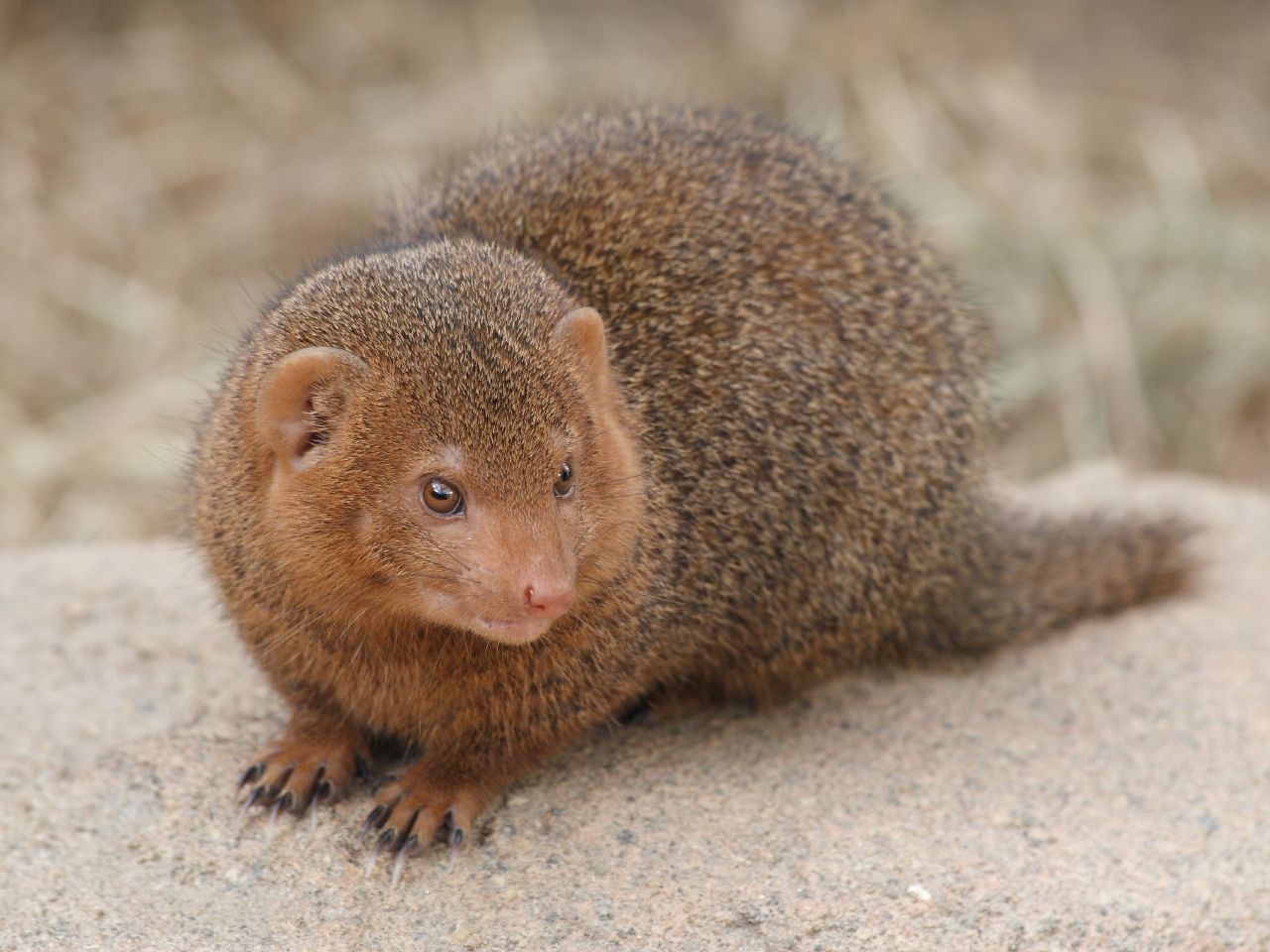
نمس
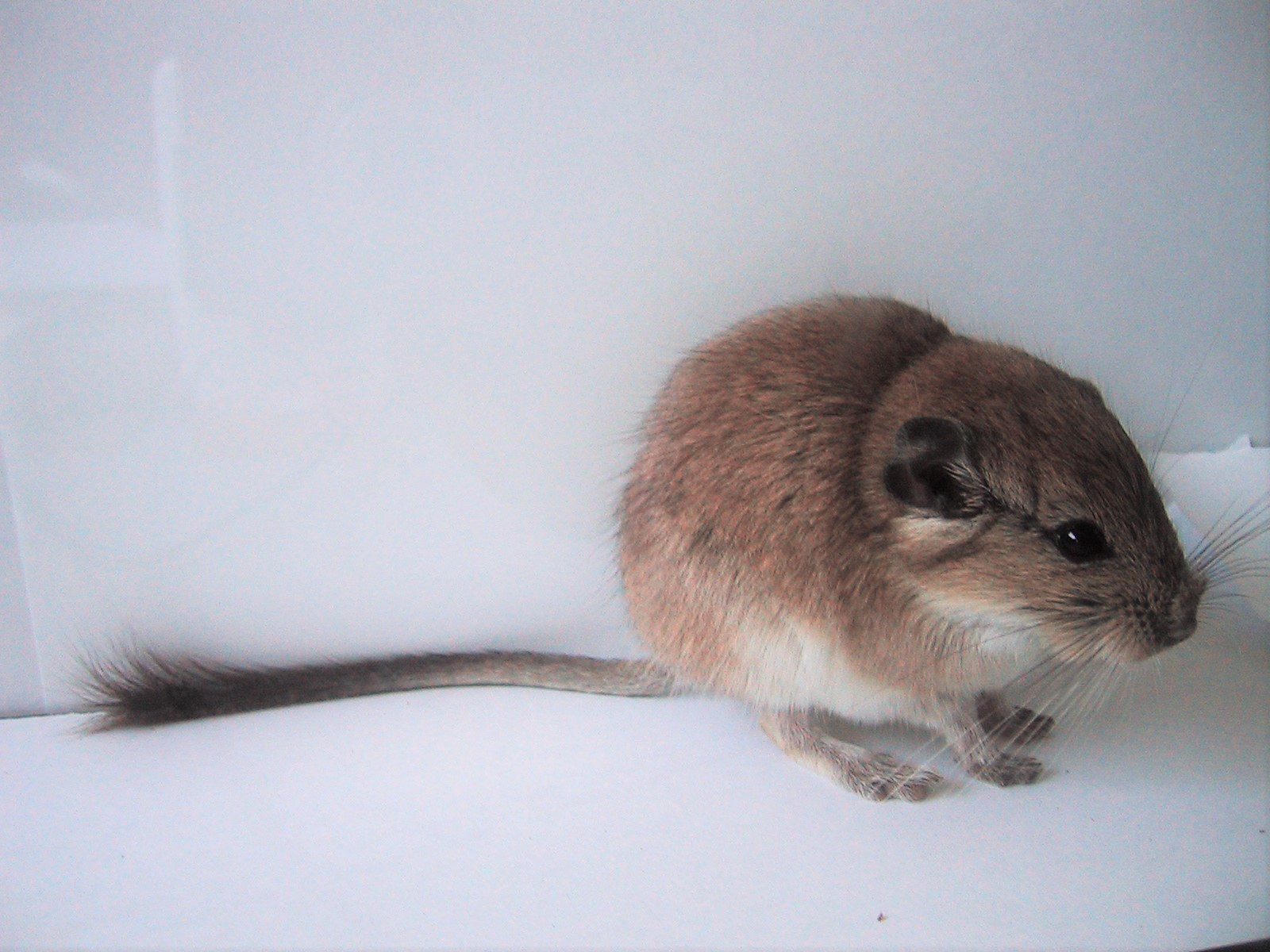
الفأر البني

## الموقع
تقع «جبال ساحل الجزائر» على الشريط الساحلي الممتد من مصب وادي الحراش إلى غاية وادي مزفران وما بعد وادي الناظور.
وتقع هذه السلسلة الجبلية في ولاية الجزائر وولاية تيبازة.

## مكتبة الصور

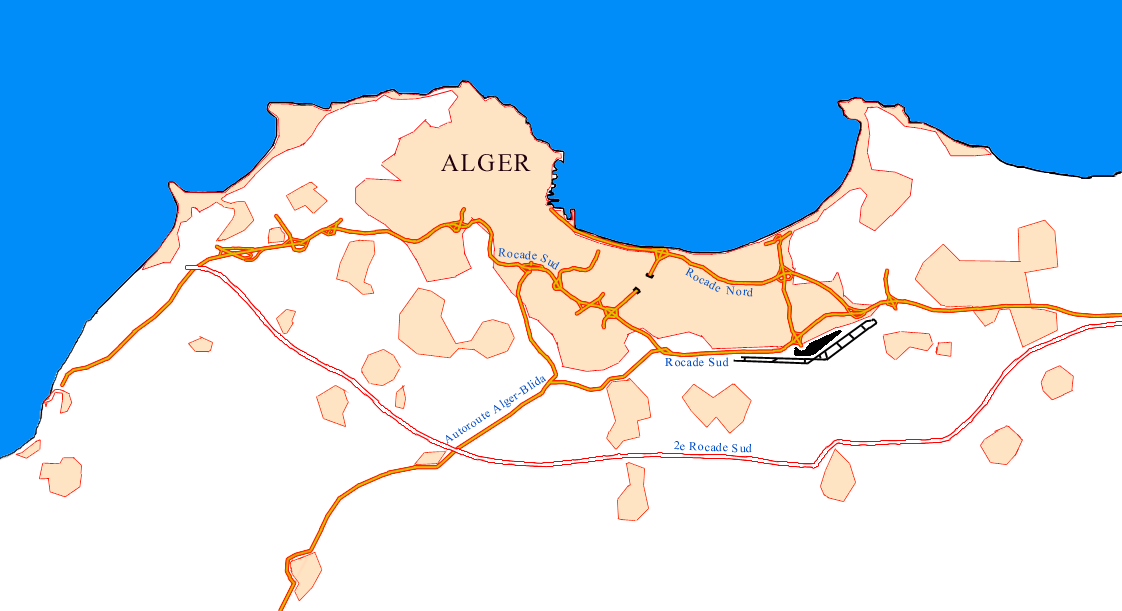
جبال ساحل الجزائر
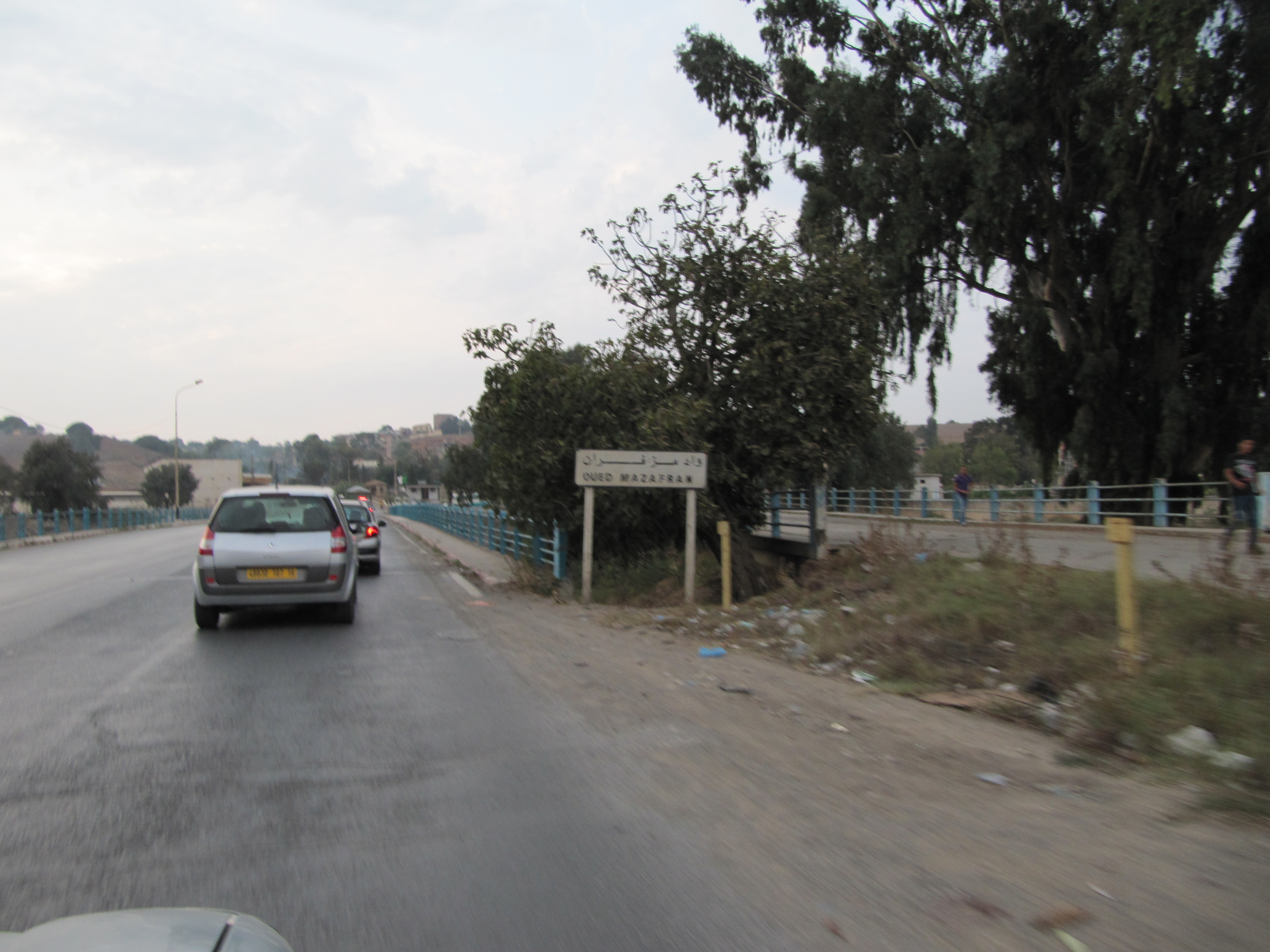
وادي مزفران
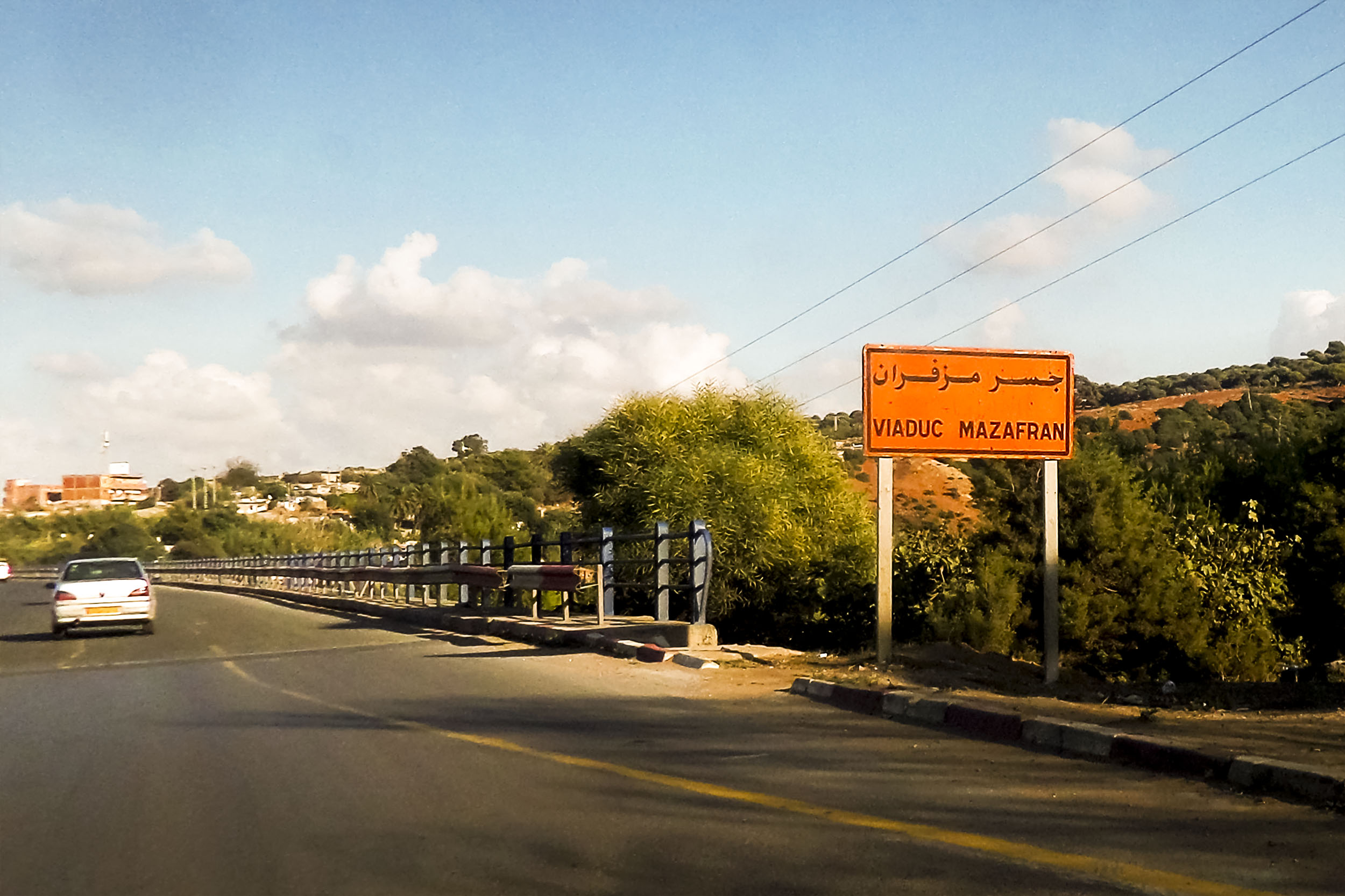
وادي مزفران
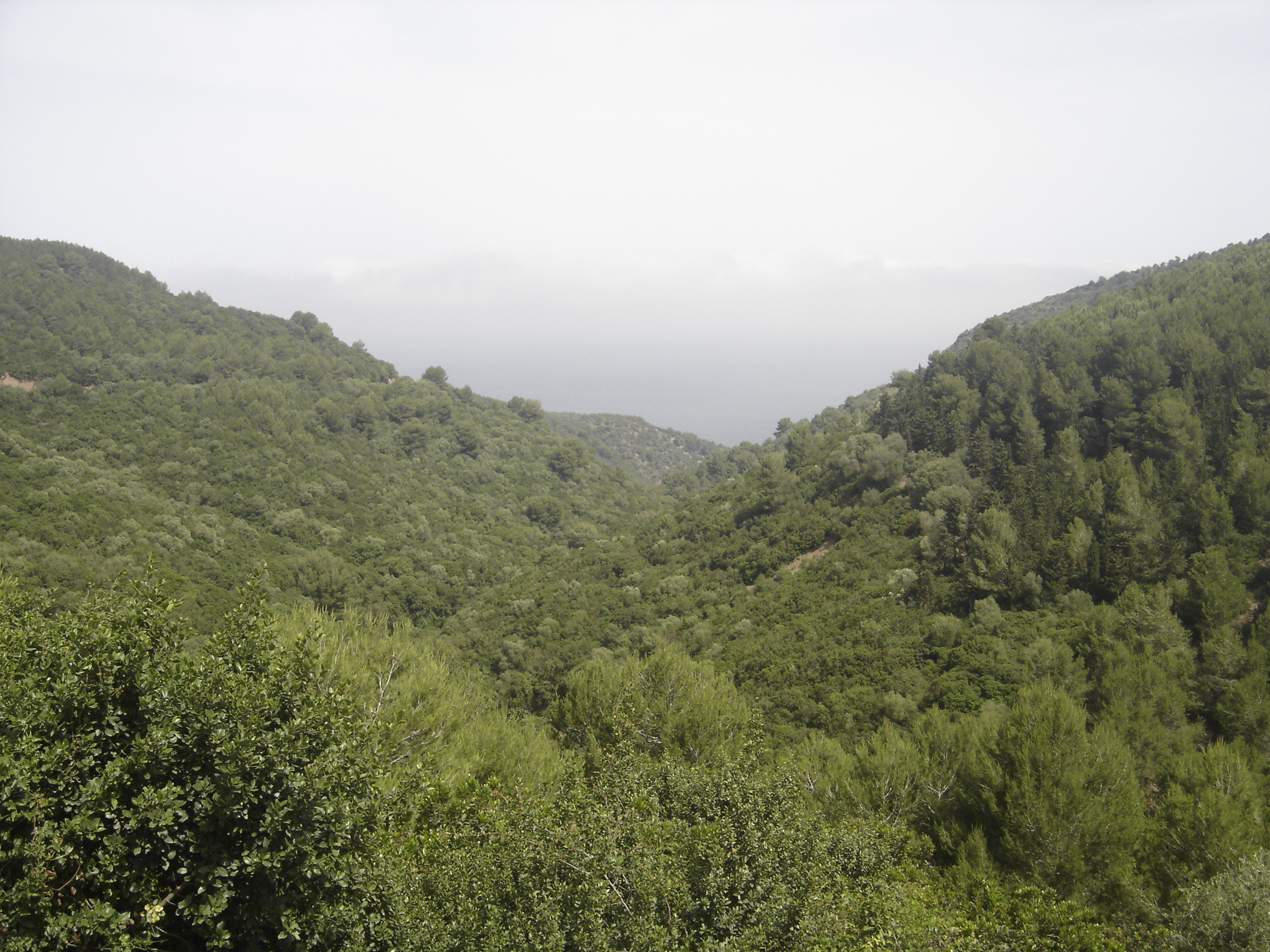
غابة باينام
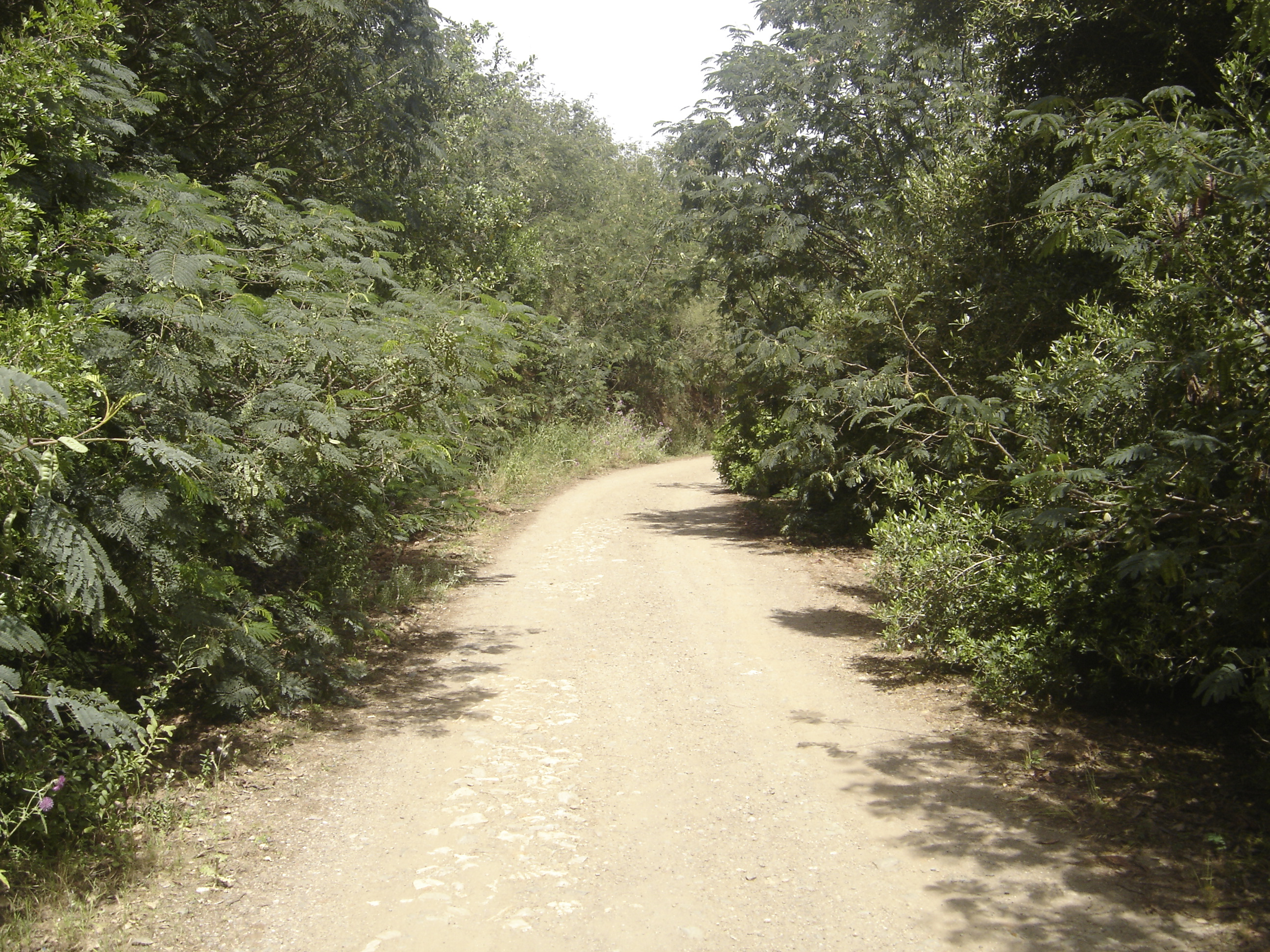
غابة باينام
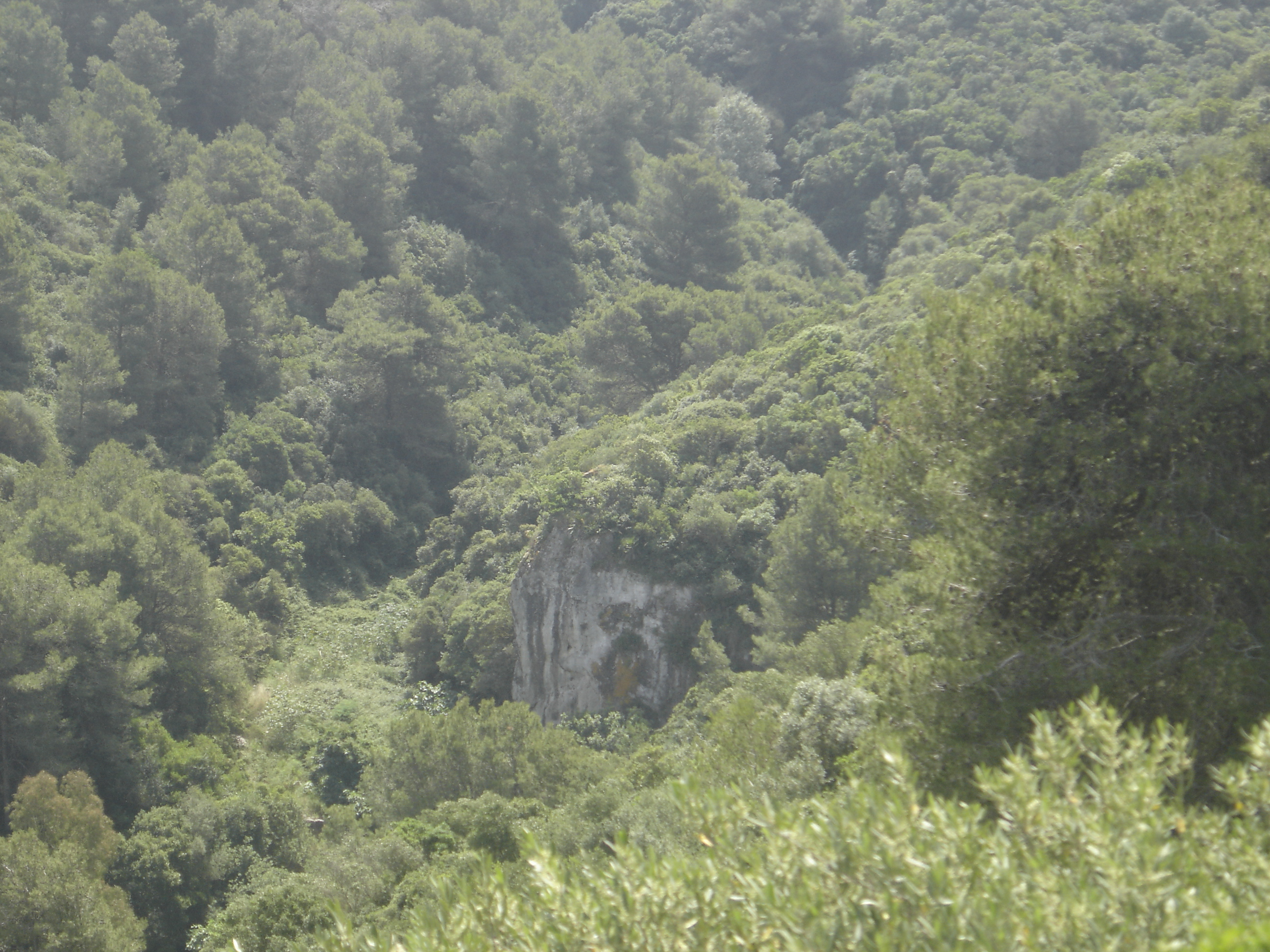
غابة باينام
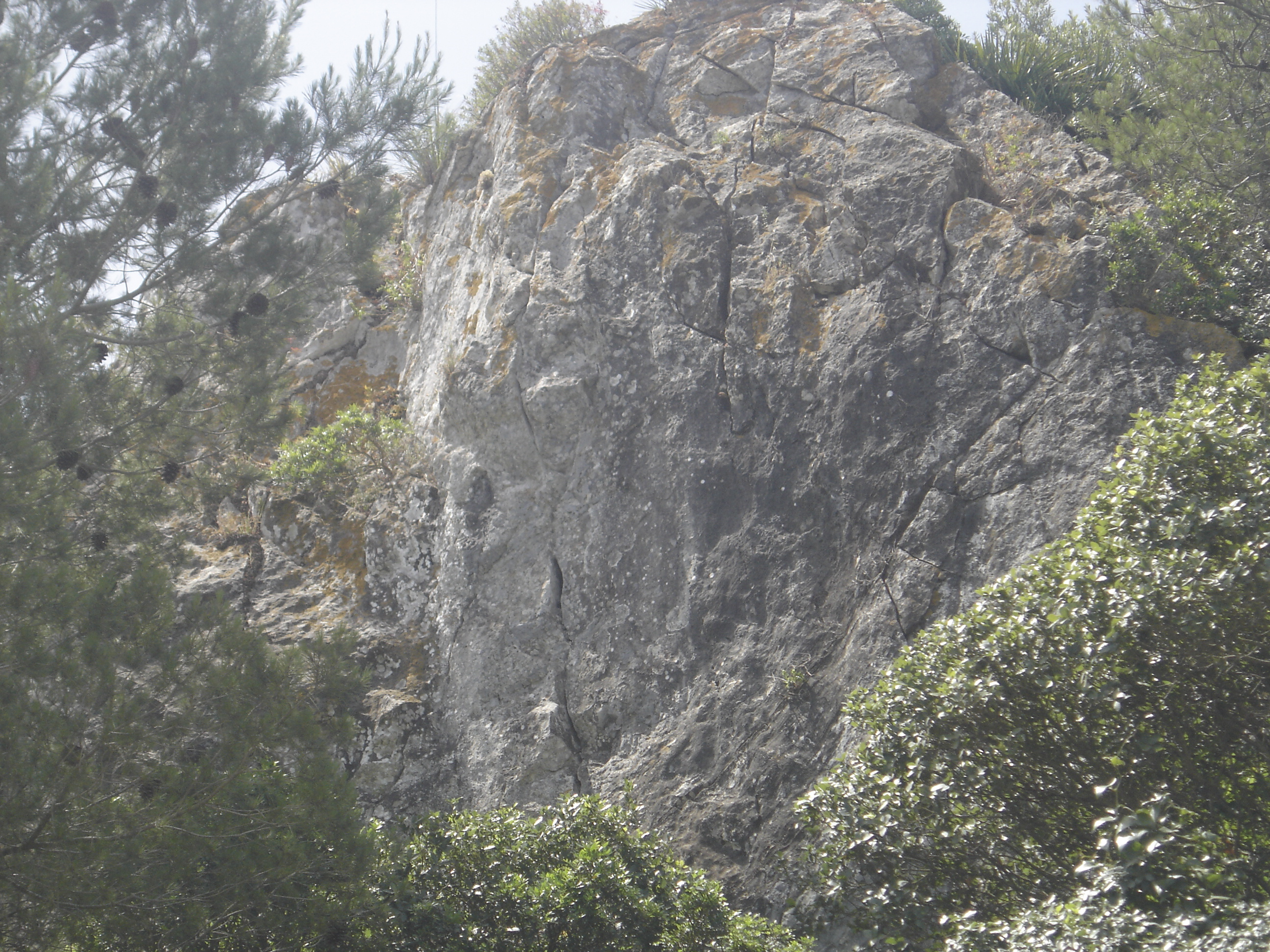
غابة باينام
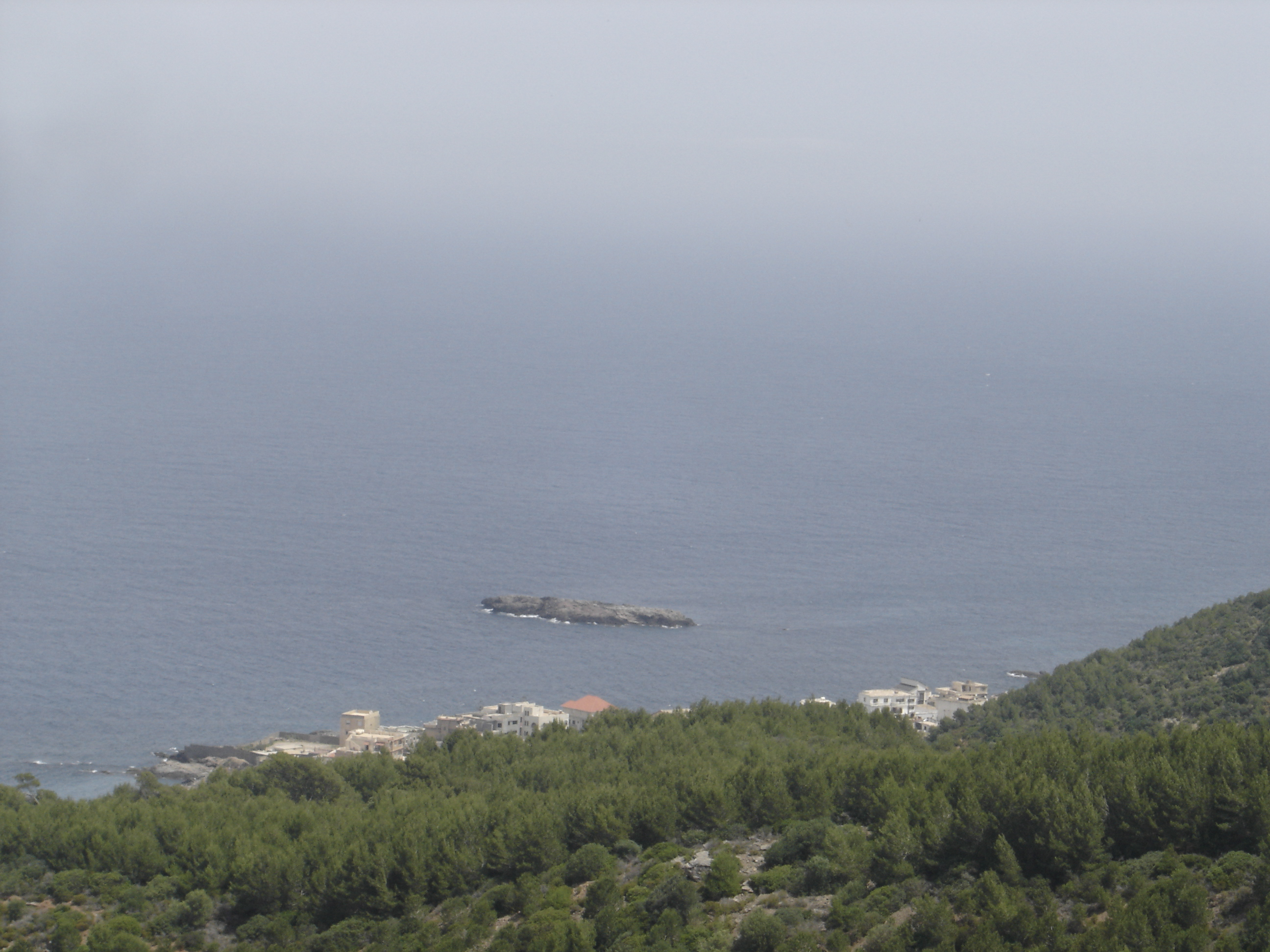
غابة باينام
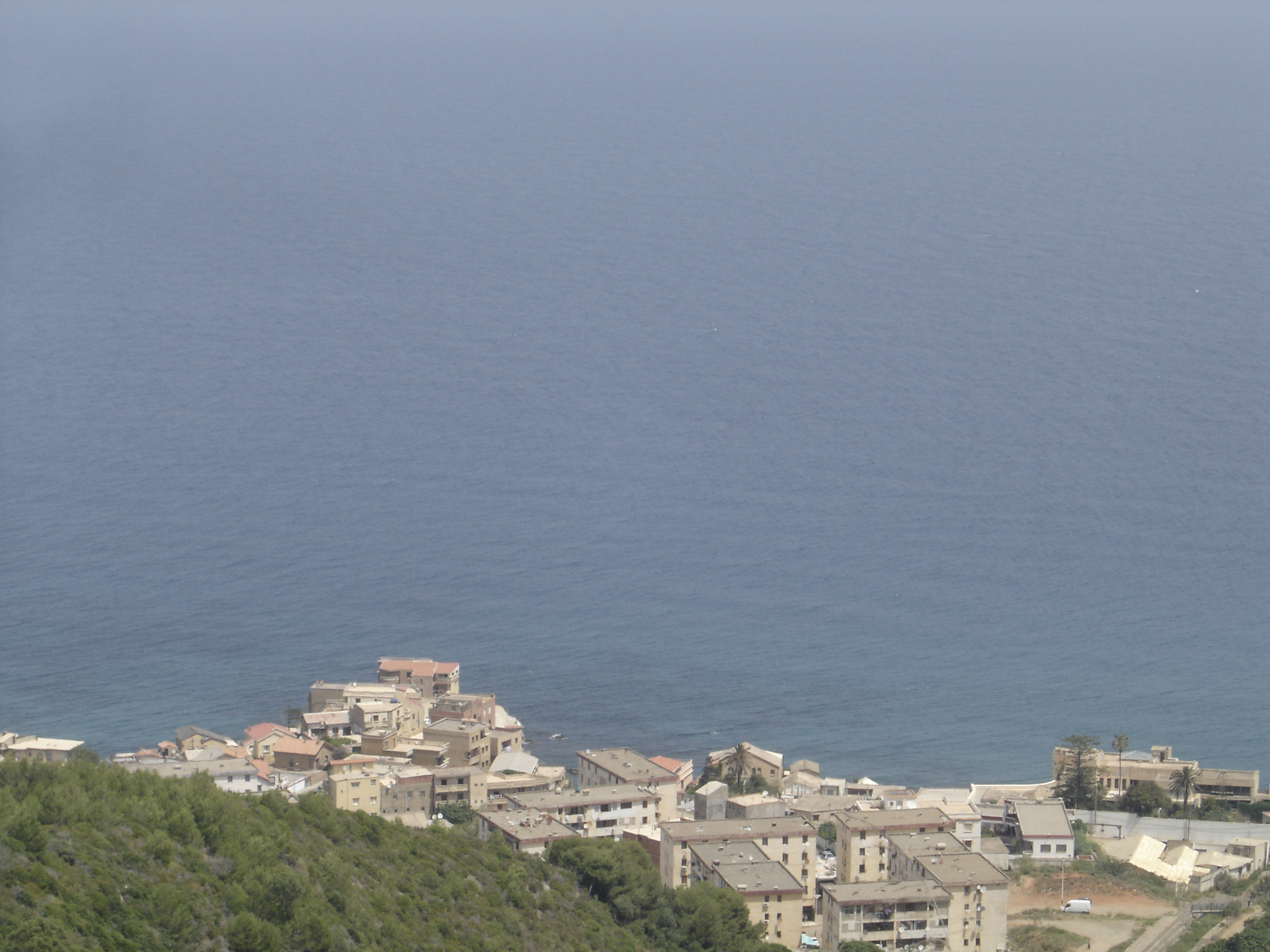
غابة باينام
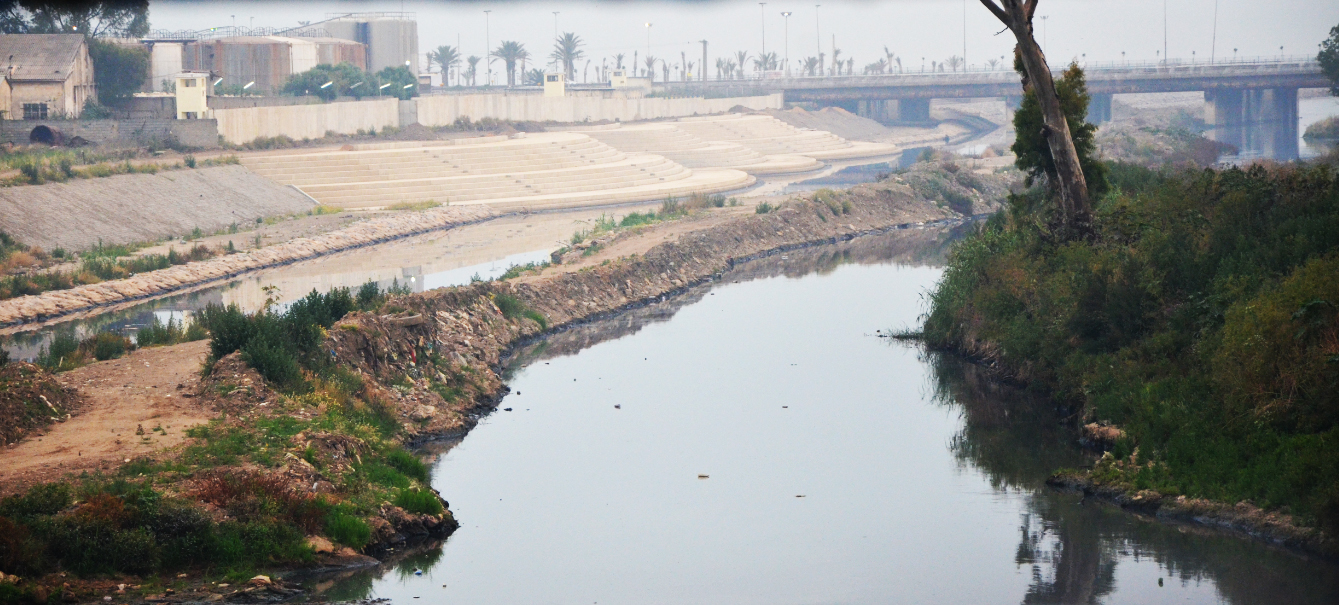
وادي الحراش
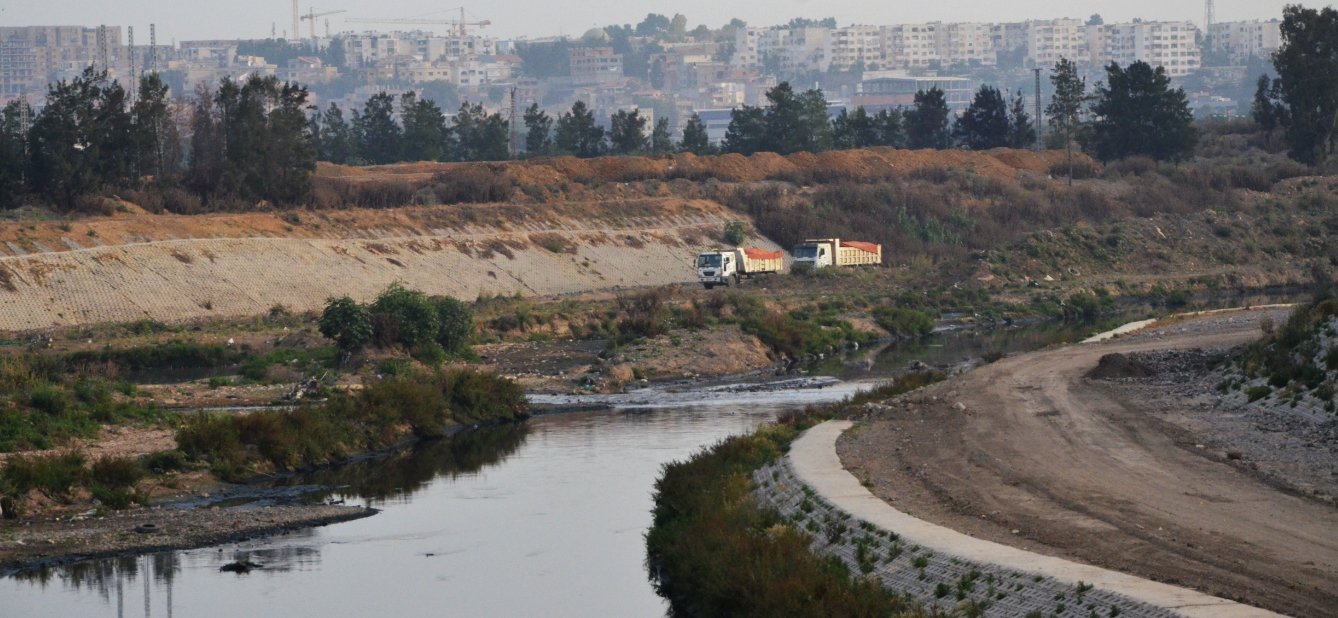
وادي الحراش
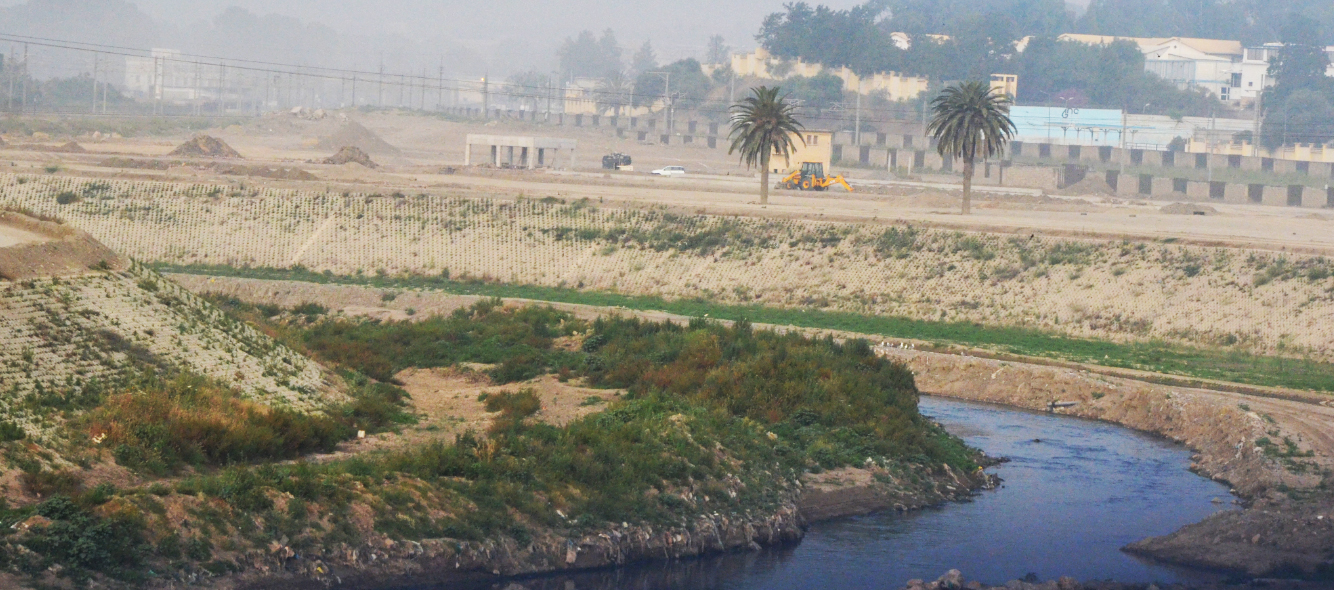
وادي الحراش
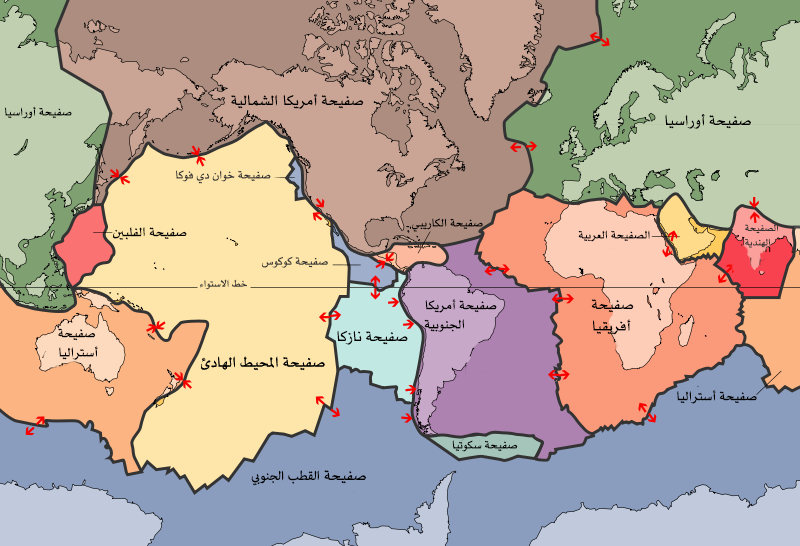
الصفائح التكتونية
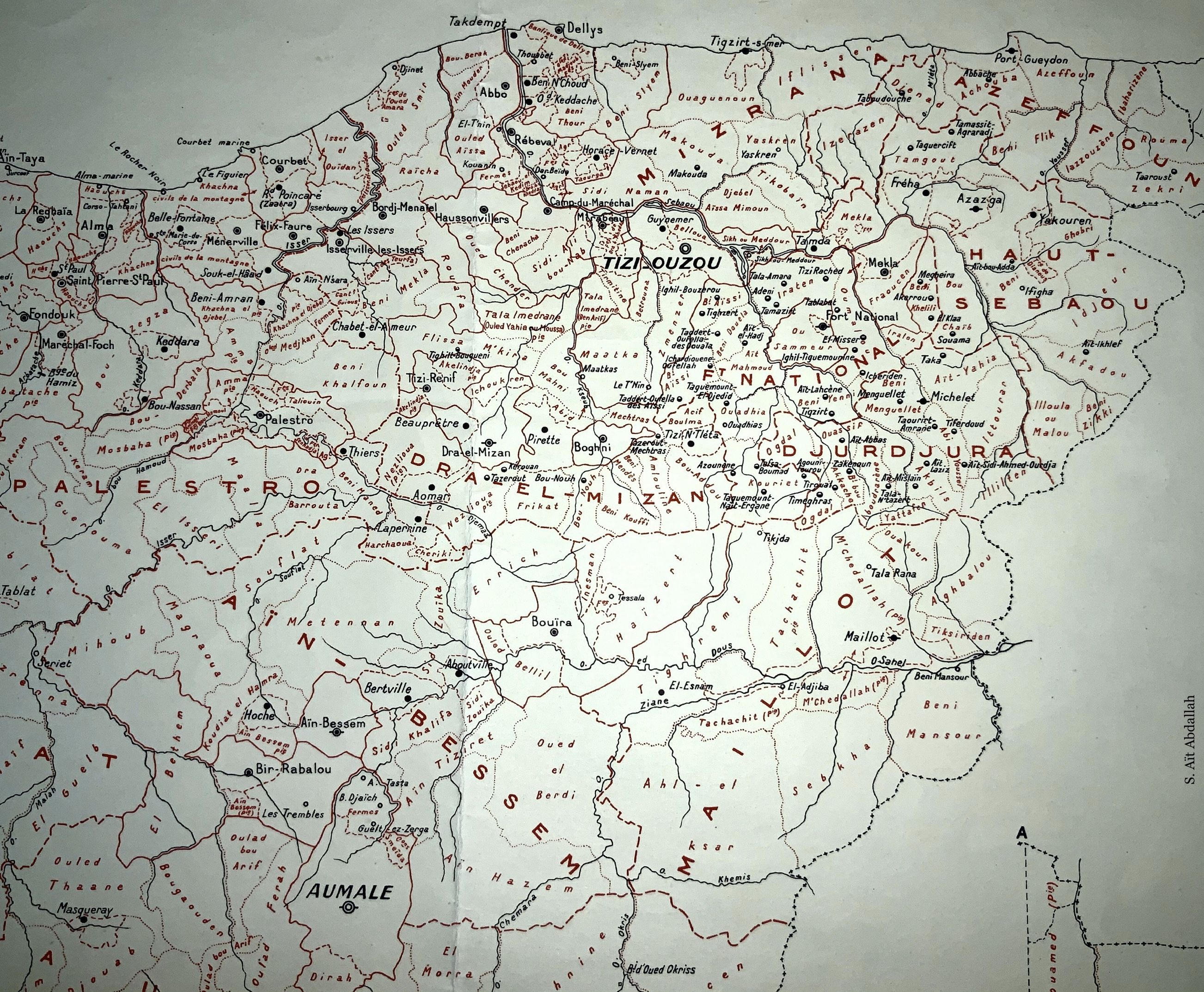
منطقة القبائل
الخريطة التاريخية لبلاد زواوة
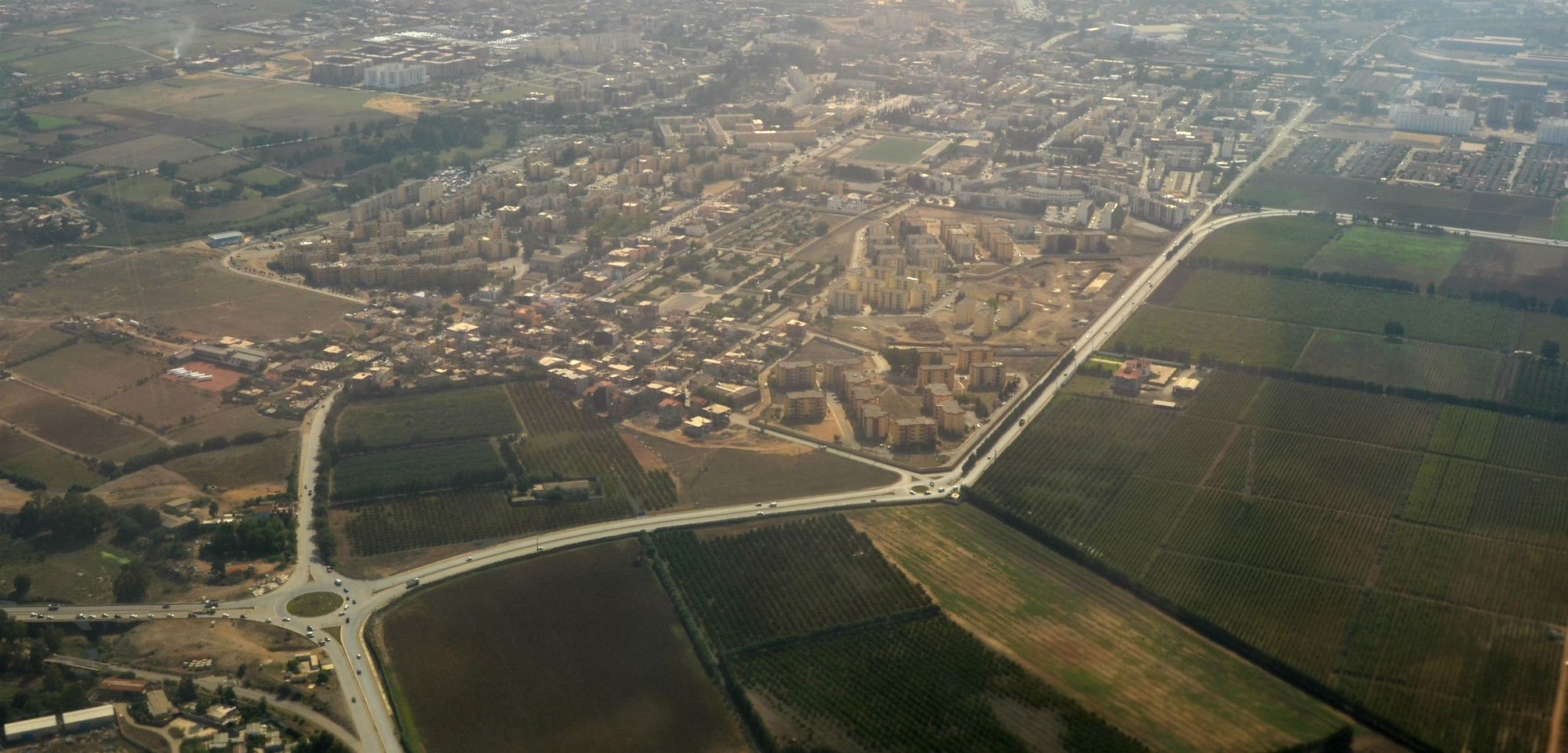
الطريق الوطني رقم 11

### مواضيع ذات صلة
- قائمة جبال الجزائر
- جبل شنوة
- جبل بوزريعة

### فيديوهات
- نظرة جوية على "جبال ساحل الجزائر" على يوتيوب.
- نظرة جوية على "ساحل ولاية الجزائر" على يوتيوب.
- نظرة جوية على "مدينة الجزائر" على يوتيوب.
- نظرة جوية على "مرتفعات الجزائر" على يوتيوب.
- صور جبل شنوة على يوتيوب.
- جولة في جبل شنوة على يوتيوب.
- طريق جبل شنوة على يوتيوب.
- نظرة جوية على "تيبازة" على يوتيوب.
- منطقة قبائل شنوة على يوتيوب.
- شاطئ شنوة على يوتيوب.

### وصلات خارجية
- الموقع الرسمي لولاية الجزائر